# Cultura de El Salvador

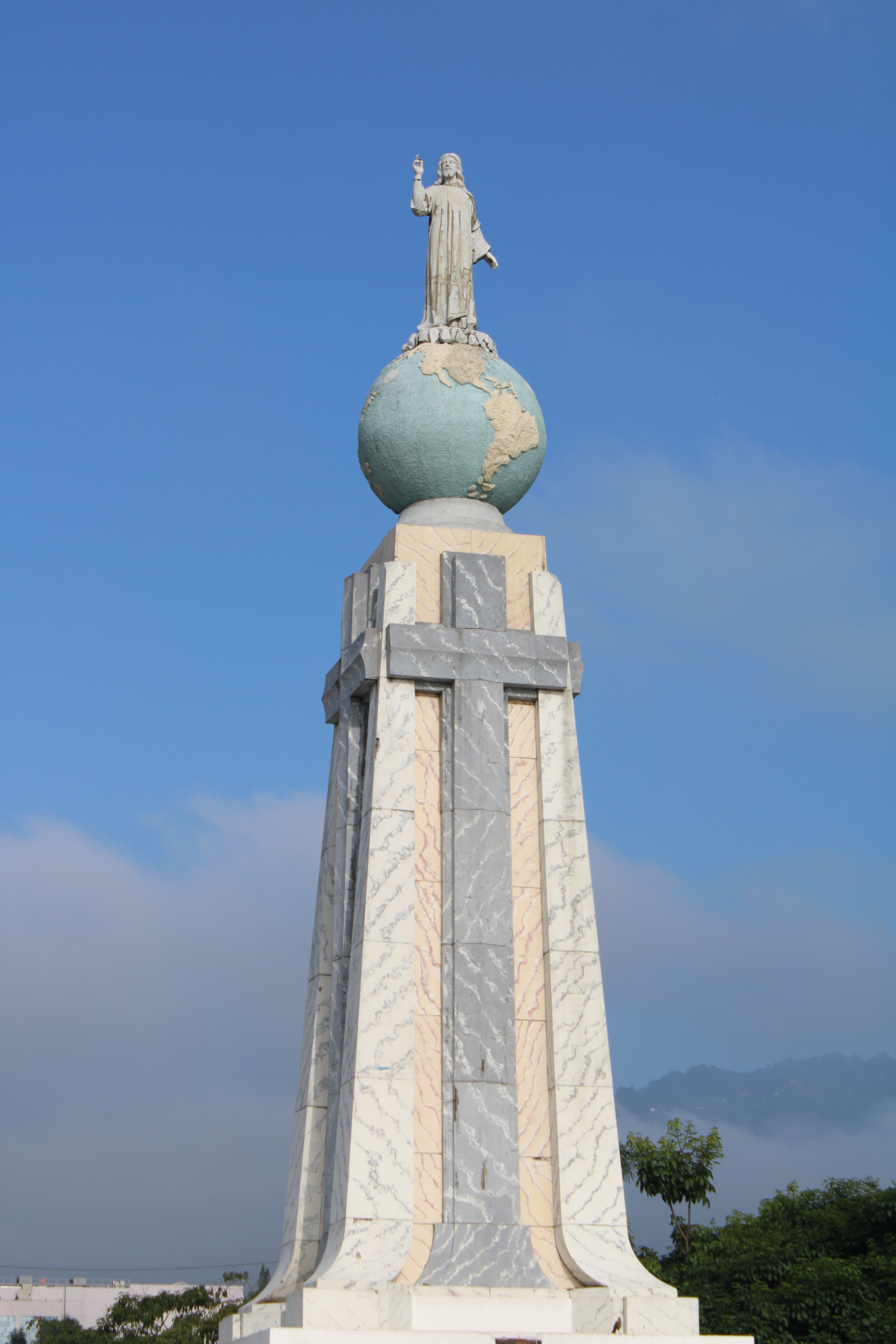
Monumento al Divino Salvador del Mundo, símbolo nacional de El Salvador ubicado en la capital.

La cultura de El Salvador es el conjunto de expresiones y tradiciones que caracterizan al pueblo salvadoreño, y que pueden verse tanto en costumbres, prácticas, normas y reglas de la sociedad; así como en el paisaje, manera de ser, vestimenta, religión, rituales, normas de comportamiento y sistemas de creencias con las que las personas se relacionan con su conservación, fomento y difusión, administradas por el Ministerio de Cultura.

## Orígenes
La cultura de El Salvador es una mezcla de distintas manifestaciones consideradas colectivamente las costumbres, folclores, artes, instituciones sociales y logros del país. Siendo de los orígenes de las siete culturas indígenas del país como potones en la gran parte oriental, chortis en el actual departamento de Chalatenango, xincas en el extremo poniente desde Ahuachapán, kakawiras entre Morazán y La Unión, chorotegas en el extremo oriente de La Unión, pocomames entre Santa Ana y Ahuachapán, y nahuas (o pipiles) en la gran parte en la zonas occidental y central. A partir de la conquista por los españoles, tuvieron influencias extranjeras desde el otro lado del mundo que crearon varias descendencias culturales en la actual república. Además de los hispanos, también tuvieron varios factores culturales como africanos, árabes, otros europeos y últimamente asiáticos. El Salvador ha tomado como una identidad entre la era precolombina, la era colonial, y la era independiente siendo parte de su historia como base la división de la cultura popular en las categorías materiales, tecnológicas, sociales y espirituales, dejando como su presencia en muchos de los aspectos de la vida cotidiana de su pueblo. Asimismo, El Salvador está relacionado con las costumbres de los países de Hispanoamérica.

## Idiomas

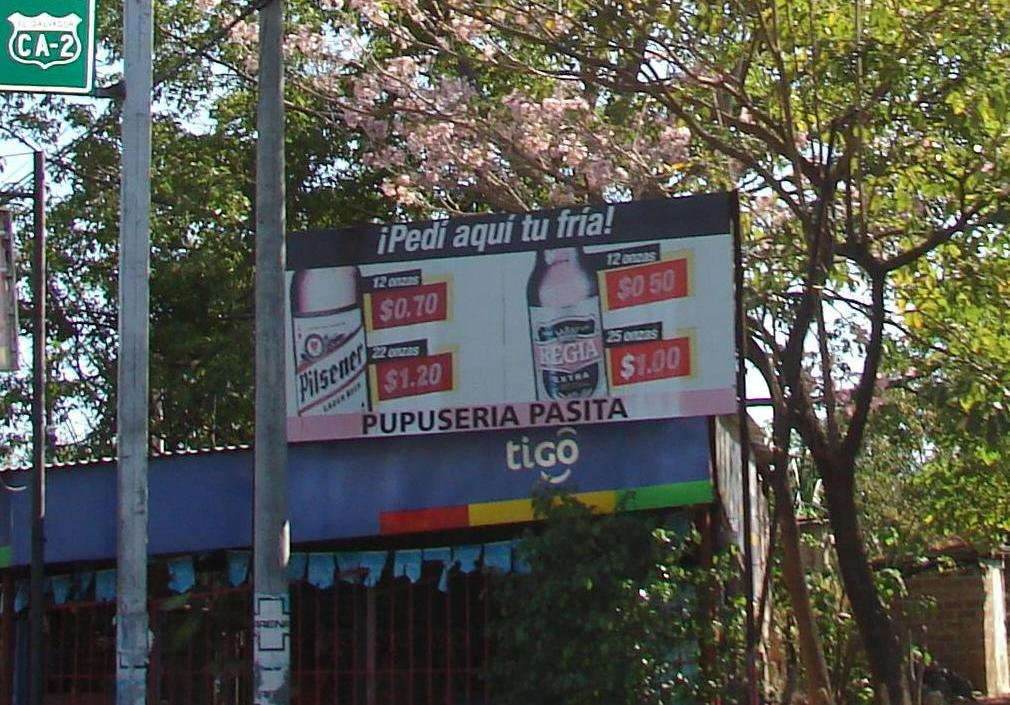
«Pedí aquí tu fría», eslogan publicitario voseante en El Salvador. El voseo es algo que caracteriza a los salvadoreños.

En el país, el idioma oficial es el castellano; sin embargo, la forma de hablar puede mezclar palabras de origen indígena como en la gastronomía, ocasionando lo que son los diferentes modismos o salvadoreñismos.
Una pequeña cantidad de la población habla el idioma náhuat, en Izalco y otros localidades; igualmente hay semihablantes de lenca salvadoreño o potón y cacaopera, siendo las lenguas indígenas más amenazadas del país. Entre las lenguas precolombinas que se han extinto en El Salvador están los idiomas chorotega, chortí, lenguas xincas, pocomam. 
Con respecto a los idiomas extranjeros que son hablados en este territorio, el idioma inglés se ha enseñado desde hace más de 50 años en las escuelas, tomando la prioridad de ser el segundo idioma como medio de comunicación en los salvadoreños; también hay descendientes de árabes e italianos que hablan estos idiomas, principalmente en el distrito de Concepción Quezaltepeque. Para mencionar algunas cantidades de otras lenguas, se estima que hay aproximadamente 1,300 descendientes chinos que hablan este idioma, y hay una cantidad cerca de los 500 hablantes del idioma turco.

### Las toponimias y el habla popular
Las culturas indígenas que poblaban el continente americano antes de la llegada de los españoles hicieron un uso intensivo de la tradición oral. Existía la escritura jeroglífica (conservada en códices, vasijas y murales), pero estaba destinada a las clases superiores y, aun entonces, los signos servían muchas veces como recurso mnemotécnico para la explicación oral. Los pueblos náhuas, también llamados pipiles, llegados en sucesivas migraciones desde México hasta  partes de Nicaragua y partes de Costa Rica; la cultura maya (específicamente las etnias chorti o apay y pokomames), lencas (extendidos por Honduras, partes de Nicaragua y el oriente de El Salvador), y los cacaoperas o kakawiras (también llamados ulúas) fueron dejando huellas escritas de su estadía o de su paso por la región. En efecto, aún en nuestros días el país entero está plagado de topónimos (nombres dados a lugares específicos) de neta raíz indígena. El mestizaje cultural implicó la desaparición de muchos de aquellos nombres y la deformación fónica de otros, pero, en todo caso, incluso con ropaje de santos cristianos, muchísimos topónimos aún sobreviven.

#### La toponimia náhuat

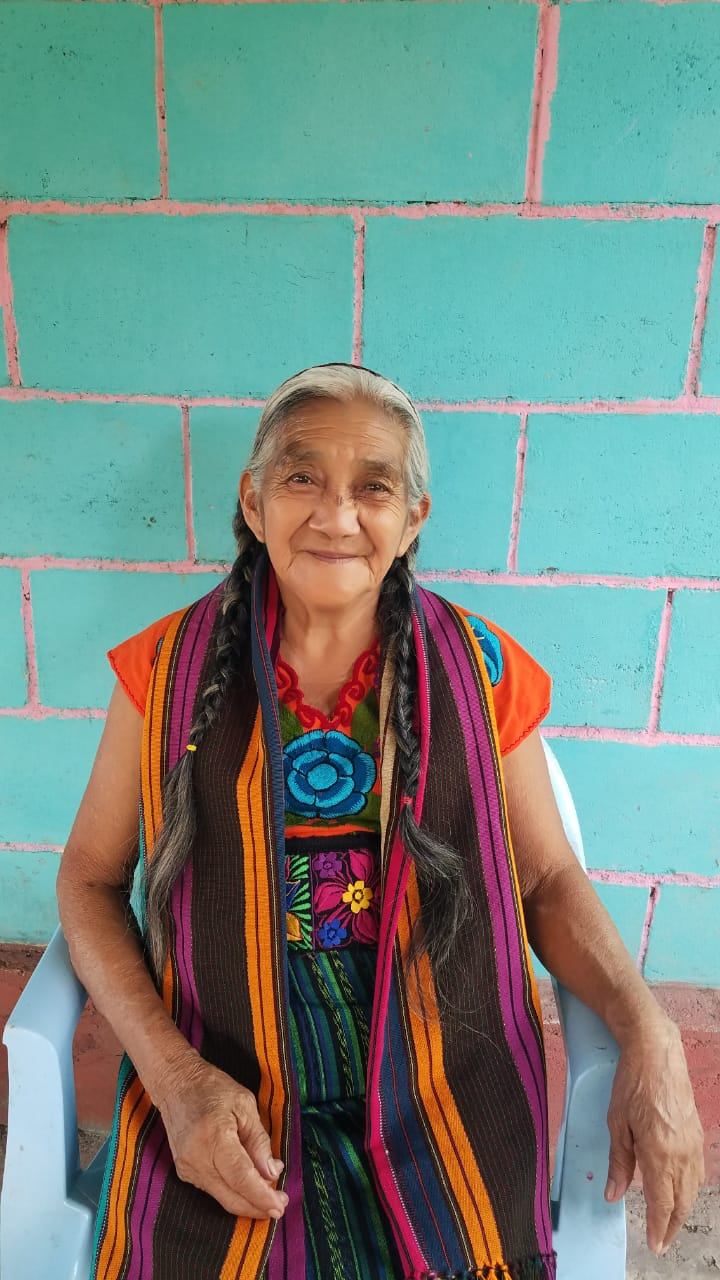
Una mujer nahuahablante con su traje tradicional náhua en Santo Domingo de Guzmán.

Conviene comenzar por el nombre con el que asimismo se conoce al país: Cuzcatlán, proviene de proviene de las palabras kuskat que significa ‘collar’ y -tan, sufijo locativo; teniendo el significado literal de ‘tierra de collares’, metafóricamente de ‘lugar de joyas’ o ‘lugar de riquezas’.
Otros nombres de raíz nahua especialmente significativos son: Cojutepeque (cerro de las pavas o faisanes), Acelhuate (río de ninfas y lilas), Soyapango (lugar donde abundan las palmeras), Chalchuapa (Donde abundan el jade o chalchihuites), Guazapa (río del guas o halcón reidor), Apopa (lugar de vapores de agua), Usulután (tierra de ocelotes o tigrillos), Suchinango (lugar defendido por flores), Zacamil (lugar sembrado de hierbas), Suchitoto (lugar del pájaro-flor)... y así, centenares y centerares de topónimos nahuas resuenan incluso debajo de la advocación de santos cristianos: Santiago Texacuangos (Valle de altas piedras), San Juan Tepezontes (en lo estrecho del cerro), San Pedro Masahuat (donde abundan los venados), San Pedro Nonualco (los de la lengua extraña).
Los pipiles, lencas, pokomames, chortís, cacaoperas, chorotegas que habitaron El Salvador precolombino no fueron portadores ni representantes de una alta cultura. Ocuparon más bien un lugar periférico y marginal respecto de los grandes centros y metrópolis de Mesoamérica. Sin embargo, esos hombres y mujeres sencillos lograron impregnar de color y poesía los cerros, ríos, valles y quebradas por donde pasaban o en los que se establecían.

#### Topónimos lencas, ulúas, chortís y pocomames
Algunos nombres procedentes de la toponimia lenca son los siguientes: Jocoaitique (cerro poblado de mimbres), Guascatique (cerro de piedras y manantiales), Chilanguera (ciudad de las nostalgias), Gualococti (cerro de palmeras y ríos). Los ulúas o kakawiras, por su parte, han dejado los siguientes topónimos: Jocoro (bosque de los pinos orientales), Cacaopera (cerro de los cacaos), Mililihua (vertiente de los zenzontles), Jucuarán (cerro de las hormigas guerreras), Carranpinga (cerro de las flores de ilusión), Goascorán (cero de los sapos). Los apay o chortís no se quedaron atrás en eso de ponerle nombres hermosos a los lugares: Anguiatú (cerca del cerro de las arañas), Güija (laguna rodeada de cerros), Poy (espanto o animal nocturno). Finalmente, de los pokomames ha quedado alguna toponimia: Pampe (lugar de flores de jardín).

#### Otras presencias indígenas en la lengua
Ahora bien, en el país el sustrato indígena no se limitó a invadir el topónimo de la lengua. También la botánica, la zoología y aun la vida cotidiana y doméstica quedaron desde entonces enriquecidas. Aparecieron para quedarse animales como el quetzal, el tacuacín (zarigüella u opossum), la masacuata (culebra con cuernos como de venado, culebra que come venaditos o culebra que corre como venado), el guas (halcón que se ríe), el tecolote (búho de mala suerte), el tenguereche, la chachalaca (gallina montesa muy alborotadora), la chiltota (oropéndola), el azacuán (halcón peregrino) y muchos animales más.
Al idioma español le crecieron plantas y árboles de variadas características y utilidades: el chilamate (árbol mezcla de chile y amate), el quequeishque (planta de hojas grandes acorazonadas), el jiote (árbol que se despelleja), el amate (árbol de cuya corteza se hacía papel), el achiote (árbol cuyo fruto produce un tinte rojo), el Paste (enredadera cuyo fruto es como una esponja). Se multiplicaron frutos a cual más sabroso: el zapote, el guayabo, el aguacate, la zunza, el cacao, la guanaba, el güisquil, la jícama, el jocote, el ujushte, el chile, el cuchampere, el ayote, el tomate y muchos otros dignos de figurar en una larguísima cornucopia.
En las casas y vidas cotidianas de los salvadoreños más cercanos al campo o a la vida sencilla aún se hace uso de objetos y productos raigambre indígena. Así, el comal (laja redonda para cocer, sobre todo, productos derivados del maíz), el metate (piedra para moler), el yagual (trapo enrollado sobre la cabeza para sostener el canasto o cesta), el tapexco (armazón para guardar alimentos, utensilios o ropa), el tecomate (calabaza en forma de pera grande para llevar agua), lo caites (sandalias rústicas), el petate (estera para dormir), amén de los alimentos y productos para la cocina conocidos por todos los salvadoreños.
Curioso es el repertorio de nahualismos que comienzan con «ch» o «sh» usados por todos los salvadoreños indistintamente: chirimol (picadillo de tomate y cebolla para echarle a la carne asada), chingaste (residuos del polvo de café ya cocido), shuco (atol de maíz oscuro), chipuste (pedazo pequeño de excremento), chindondo (inflamación debida a golpe), chiche (pecho femenino), chagüiste (lodazal), chilate (atol, insípido o simple), etcétera.
Y siempre en lo referente al español que se habla en El Salvador, es de notar el uso de arcaísmos de las gentes del campo: «Aloye» por ¿oye?, «agora» por ahora, «lo vide» por lo vi, «fierro» por hierro, «alzar» por guardar, «apiar» por bajar. Ciertas palabras son, por los demás, tan típicas de la jerga salvadoreña que prácticamente funcionan como señas de identidad. Dondequiera que se oigan, ahí está un salvadoreño. La lista es larga, por lo que a continuación se citan las más típicas. Palabras para designar a un niño «cipote», «bicho», «mono». Aunque ahora se oyen también palabras de origen mexicano (chavo, chamaco), también sigue escuchándose «chero» para referirse al amigo o a cualquier persona que se mencione. «Maishtro» (maestro) es un apelativo para referirse a determinado señor o para llamar la atención de alguien que no se conoce. «Bayunco» es aquel que se viste o comporta con mal gusto.
«Chabelear» parece ser el verbo preferido de los salvadoreños porque en él se indican todas aquellas operaciones destinadas a fabricar imitaciones o reconstrucciones de objetos originalmente provenientes del exterior.

## Gastronomía

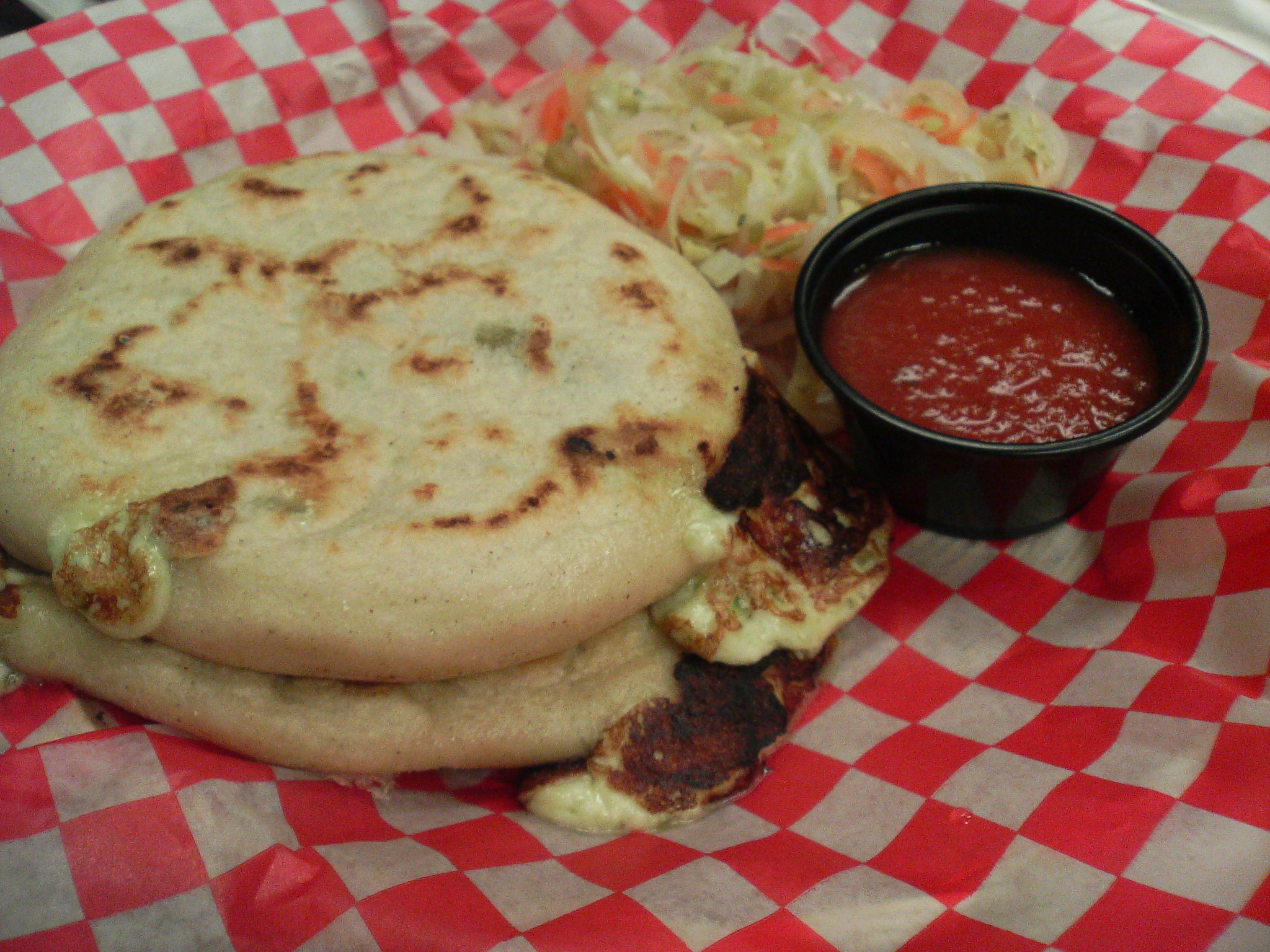
Pupusas

### La cultura del maíz: el grano sagrado
La dieta básica del salvadoreño consistía en el pasado en la «tortilla» (ruedas de masa de maíz, de unos diez a quince centímetros de diámetro y uno de ancho, cocidas sobre el comal), la sal y los frijoles «parados» o frijoles sancochados. En la actualidad, la dieta se ha ampliado con arroz, verduras y algunas carnes. Durante los cortes de café aún se suelen dar las chengas, tortillas mucho más grandes y gruesas que las anteriores, hechas de maíz muy oscuro o de maicillo, sobre las que se ponen frijoles y sal; algunas veces también llevan queso y otro aditamento. Estos forman parte del «con qué» o acompañamiento de las tortillas.
Sería impensable una comida típica salvadoreña sin las famosas pupusas, tortillas, de maíz o arroz, rellenas con queso, queso con loroco (una planta que su flor es comestible), chicharrón molido ya sea de cerdo o pollo o frijoles, las más comunes «revueltas» (son las que tienen más de un ingrediente). Otras, menos comunes se le llaman de especialidad como lo son de pollo, chipilín, pepescas, ayote, ajo, cilantro, mora, papelillo, chorizos, jalapeño, camarones, etc.
El plato está completo cuando las pupusas se acompañan con curtido, picadillo de repollo, zanahoria, cebolla y orégano esto preparado en vinagre; se le suele agregar rodajas de cebolla y zanahoria. Algunos curtidos son especialmente picantes, al gusto del cliente. También se suele agregar salsa de tomate ya sea caliente o fría, para acompañar. Ahora bien, las pupusas constituyen solo uno de los muchísimos derivados del maíz. Este cereal nativo americano sigue siendo el grano sagrado se lo prepara de múltiples maneras. A la mazorca se le llama elote y se puede comer asada a las brasas, con limón y sal; cocida, se suele preparar con mayonesa, queso y otros aditamentos: son los elotes locos que se venden en las ferias populares, con un palito que atraviesa la mazorca para poder agarrarlo.

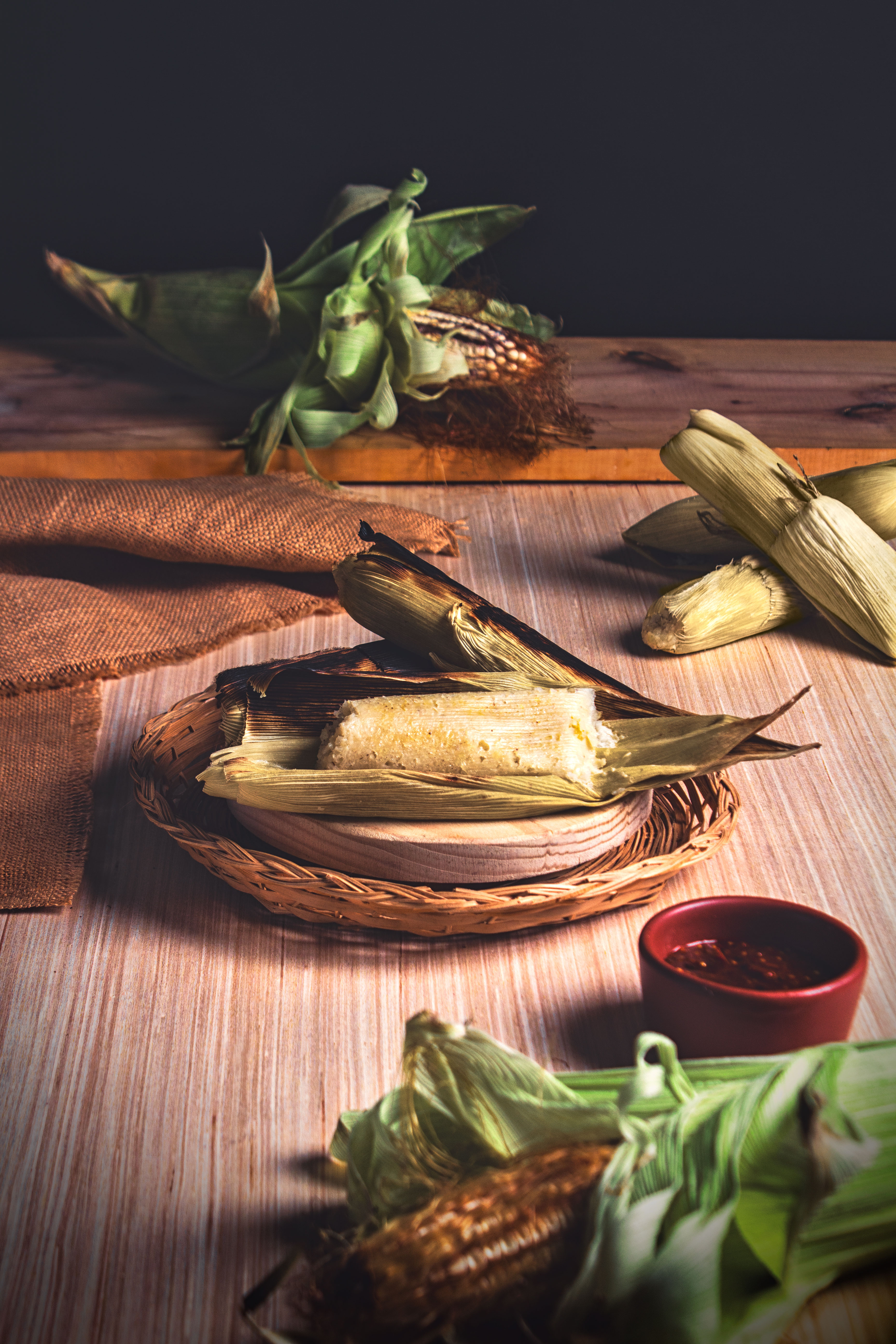
Tamales de elote

Continúa el desfile de los derivados del maíz con los tamales. Los clásicos son los de gallina y consisten en unos rectángulos de masa de maíz de unos quince centímetros de largo por cinco de ancho envueltos en hojas de huerta (plátano o guineo) y rellenos con carne de pollo o gallina; otros de los tamales comunes son de elote, y de chipilín; algunas veces, hasta con papas, ciruelas, alcaparras, chile y recaudo (salsa). Los tamales se cocinan en peroles grandes.

### Los tamales de elote
Son elaborados con una masa compacta de maíz tierno, aunque algunas veces se tornan blanditos porque llevan leche, cabe destacar que estos pueden ser con azúcar o con sal esto varía según la región del país. Se preparan en tusas (piel de la mazorca) y se comen acompañados con crema u otro con qué. Un miembro poco común de la familia es el conocido como tamal de viaje, tamal pisque o tamal de ceniza. Es mucho más grande que el de pollo, aunque es común su preparación en Semana Santa. Dada su sólida consistencia, el nixtamal se puede partir en pequeñas rodajas; algunas veces lleva frijoles molidos en su interior.

### Bebidas de maíz

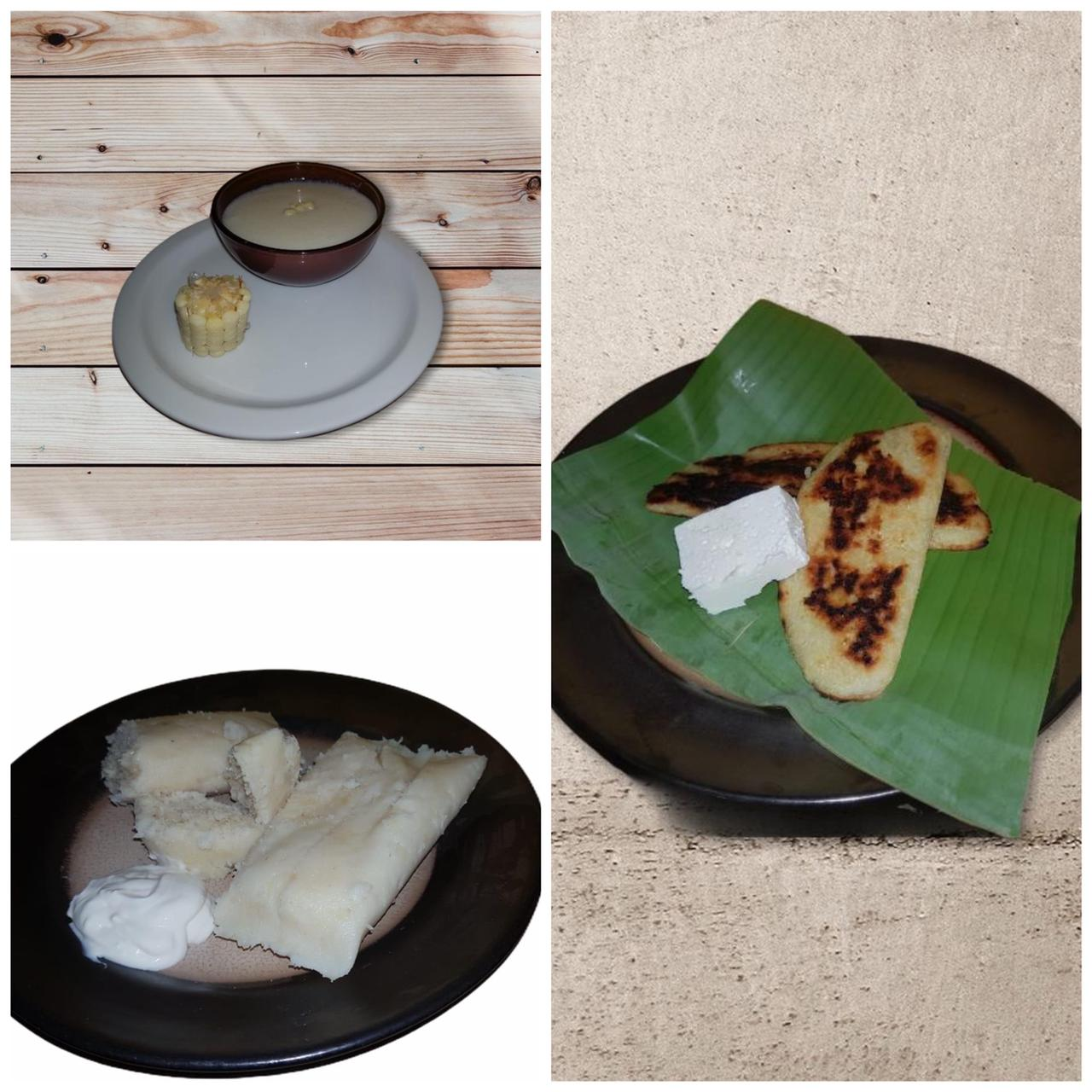
Atol, tamales y riguas son productos derivados del maíz tierno.

En épocas prehispánicas se hacían los totopostes, bolas, bolas de endurecidas de masa de maíz que llevaban los campesinos cuando se trasladaban a trabajar en su milpa (cultivo del maíz); a la hora del almuerzo sumergían los totopostes en agua y de esta manera se formaba una especie de sopa fría, muy rica en calorías. En la actualidad, los totopostes son como panes de maíz, pero simples (insípidos).
Vienen luego la especie de atoles. El más conocido es el atol de elote, líquido pastoso preparado a veces con leche; se suele acompañar con elotes cocidos o con riguas (tortas dulces de maíz). El shuco es un atol de maíz oscuro al que se le agrega un poco de alhuashte (pasta a base de semillas de ayote), unos cuantos frijoles y chile. El shuco suele venderse durante las madrugadas o al atardecer. El chilate con nuégados consiste en un atol simple (insípido), que se sirve tradicionalmente en un huacal (tazón grande) de morro, y que suele acompañarse con panecillos de yuca bañados en miel (nuégados).
La chicha es otra bebida derivada del maíz a la que se pone a fermentar en vasijas que se entierran durante varias semanas. Dependiendo del tiempo que haya estado bajo tierra, la chicha puede ser solo un refresco algo dulce o bien una bebida con un alto grado de alcohol. Por eso, y por fabricarse clandestinamente para no pagar impuestos, las «sacaderas de chicha» fueron perseguidas. Hasta una policía especial, la policía de Hacienda, recibió el mote de «La chichera» por especializarse en controlar los expendedores de la típica bebida. Otra bebida de maíz es el tiste que se hace de maíz y cacao se puede tomar fría o caliente.

### Adobos de ave, de flor, de cerdo...
Otra ejemplo de la cocina popular salvadoreña es el gallo en chicha, plato singular en cuanto que consiste en carne adobada con frutas y caldo de sabor dulce. Los panes con chumpe atraen permanentemente la atención de los paladares salvadoreños; se los adoba con salsas y ensaladas, y hay puestos de ventas que funcionan todo el año. Curiosa es la costumbre de comer la flor de izote, una estructura de fl Con ellas se hace sopa, se envuelve con huevo, y hasta las yemas y capullos son preparados en curtido para degustarlos luego con bastante limón y sal. La yuca con chicharrones o con pepesca sigue siendo un platillo bastante; se sirve tradicionalmente en hojas de huerta y consiste en trozos de yuca cocida, acompañados de curtidos y chicharrones o pepesca (pescaditas de río).

### Manjares dulces
La gastronomía salvadoreña cuenta con una variedad de postres o antojos de carácter dulce. Algunos de lo más reconocidos son las empanadas, a base de una masa hecha plátano y rellenas de leche, maicena o frijoles. También derivado del plátano tenemos la canoa, su característico nombre se debe a su apariencia, consta de un plátano entero frito y relleno de leche y maicena (majaro blanco). El arroz en leche es una tradicional merienda; como su nombre lo indica, está hecha con arroz blanco, leche y canela.
En El Salvador se preparan distintas frutas o verduras con el atado de dulce o panela, derivando así distintos postres como: el ayote en miel, el jocote en miel, marañón en miel. Como su nombre lo indica son las distintas frutas sumergidas en una miel espesa que se obtiene del atado de dulce. Todos estos platillos son muy comunes durante las festividades y varía según la época de producción de cada fruta o verdura a utilizar.

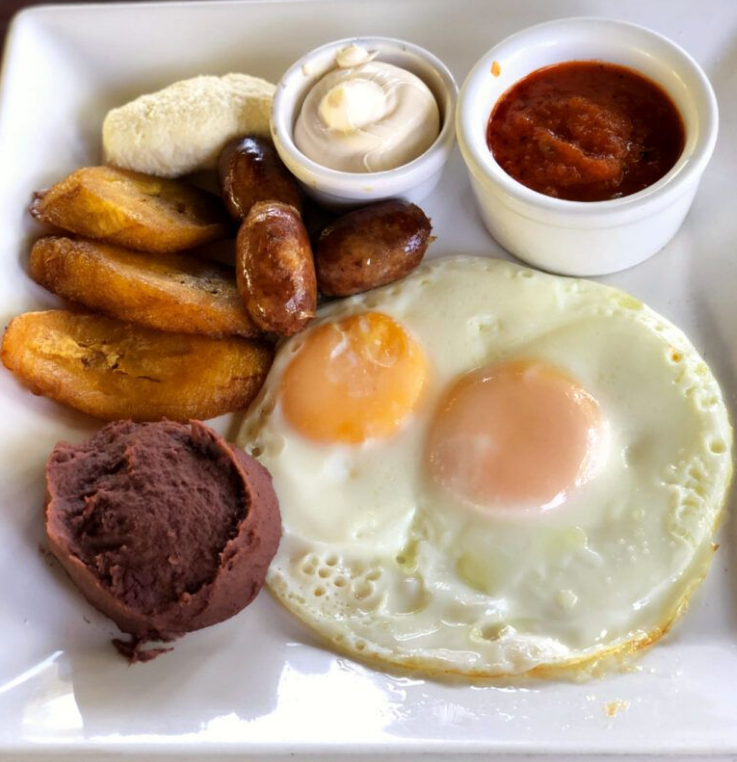
Desayuno típico de El Salvador

### Bebidas
Entre las bebidas más populares pueden citarse la horchata (hecha con semillas de ajote semillas de morro/cutuco —pepitoria—, cebada, cacao y arroz; a veces se le agrega leche). También se puede agregar que hay otros tipos de horchata, horchata con maní, horchata con coco, Horchata de soya, Horchata de ajonjolí y horchata de almendra, la cual suele ir acompañada con marquesote (pan dulce muy compacto) en fiestas infantiles o en rezos (novenarios); el fresco de Chan (de semillitas carnosas), el de marañón, de mango, de tamarindo (semillas ácidas de color café), de melón, de piña; el fresco de ensalada es muy singular porque lleva picadillo de marañón, piña y otras frutas. A pocos les gustan ya los refrescos de carao (fruta que se da en largas vainas y que tiene un olor y sabor muy penetrantes) o de achote (de color rojo intenso y sabor algo urticante).
Otra de los refrescos populares son "la chicha", una bebida natural que se forma a partir de la fermentación de la fruta(chicha) dicha bebida puede ser fermentada según la preferencia de cada quien, si se quiere normal o con poca fermentación esta se debe dejar al menos una semana, también se puede dejar por dos semanas, pero con dos semanas de fermentación esta puede llegar a ser una bebida alcohólica, aunque no tanto como la cerveza o los licores de fábrica.

### Atoles

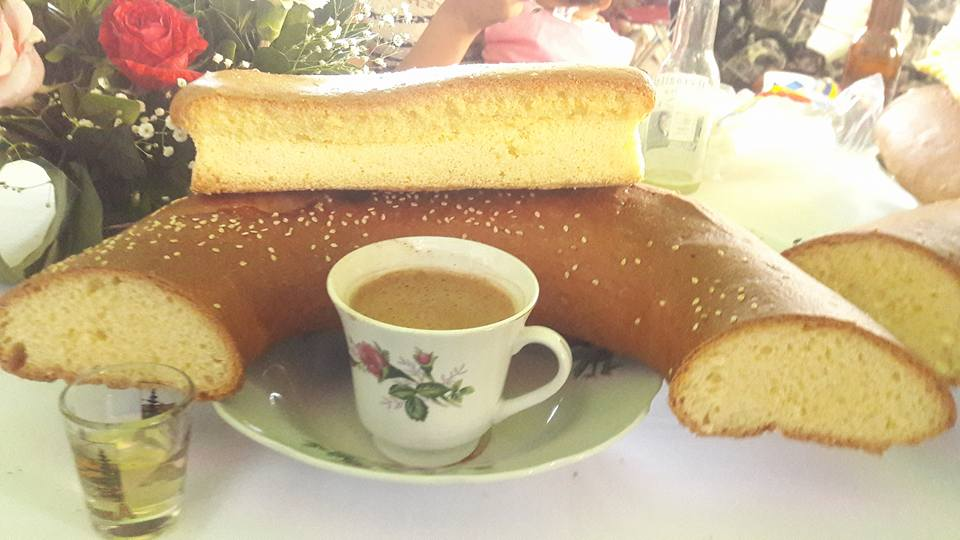
El pan marquesote se consume en el desayuno y en la tarde

Es una bebida caliente de origen prehispánico, consumida en la región de Mesoamérica. Los atoles de El Salvador forman parte de los antojitos para degustar por las horas de la tarde, y son servidas en recipientes artesanales elaborados con el fruto del árbol de morro. Estos atoles originalmente eran elaborados con maíz, pero, con el pasar de los tiempos, incluyeron nuevos ingredientes, como leche, arroz, fécula de maíz y canela. Algunos de los atoles típicos del país son: el atol de elote, que es acompañado con un elote cocido, y el atol shuco, que es acompañado con salpores de maíz o de arroz; esto es más significativo sobre todo en la zona oriental en comparación con la zona occidental, donde es simple y se le agrega una salsa de aiguaste, chile y frijoles enteros cocidos, y se acompaña con pan francés; se puede comer en el desayuno o en horas de la tarde. Los ingredientes del atol de piñuela son arroz molido, atado de dulces, leche y piñuela.

### Dulces
El pan dulce es obligado cuando se toma el café del desayuno o de las cuatro de la tarde. Dentro de la categoría de pan dulce entran: la semita (placas largas, rectangulares de harina), manzanas, peras colocadas en canastitas o en cajas decoradas. Por tradición, hay familias que fabrican esta clase de dulces, junto con otros como los dulces de leche, de toronja, conservas de coco, conservas de papaya, conservas de nance etcétera. Las hay de estas familias en Santa Ana y en San Vicente, ciudad especializada en los dulces de camote (tortitas o volcancitos hechos de azúcar y rellenos con jalea de camote).
En las ferias aparecen profusamente los dulces pintados, elaborados a base de moldes con forma de hojas, flores y aún rostros y figuras humanas. Son de consistencia dura pero quebradiza, de color blanco, y sobre ellos se trazan rayas de colores, recalcando los rasgos del objetos representado. La canasta no estaría completa sin otros dulces comunes en las fiestas, como los de tamarindo, de nance, de zapote. A todo ello hay que añadir la preparación casera que aún se estila: mangos, jocotes e higos en miel; dulce de cáscara de naranja o de limón; dulce de ayote o de chilacayote y de sandía. En fin, uno puede acabar empalagado si además prueba algunos postres caseros como el arroz con leche o el majar blanco (dulce de leche, de consistencia pastosa, adornado con polvo de canela).

## Cultura popular

### Danza

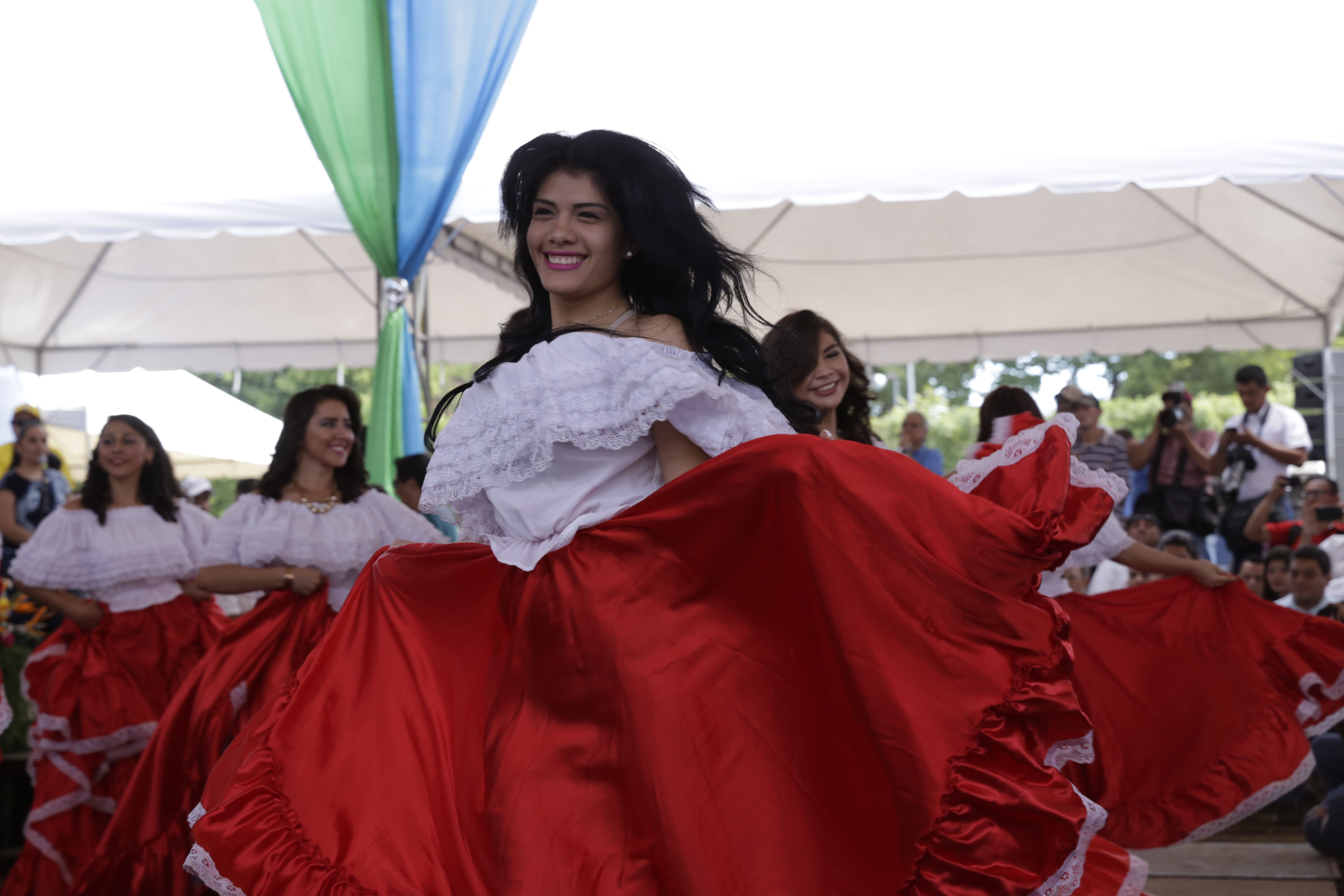
Danza tradicional salvadoreña en San Miguel.

Dentro de la danza salvadoreña, destacan los bailes populares que cumplen una función social. Uno de los bailes más conocidos es el "Torito Pinto", aunque también se encuentran "El Carnaval de San Miguel", "Adentro Cojutepeque", "Ahuachapán", "El Carbonero", "Las Cortadoras", "Las Floreras del Boquerón", entre otros. Estos bailes comprenden gran parte de la cultura salvadoreña. Se utiliza la vestimenta tradicional, y pueden representar diferentes sucesos históricos o actividades rurales, como la agricultura y la ganadería. Además, dependiendo de lo que se va a representar, pueden tener diferente coreografía, pero siempre acompañada con música tradicional. Se suelen celebrar en distintas fechas y lugares, estas danzas se clasifican en: autóctonas y tradicionales.
Por otra parte, destaca la figura de Morena Celarié dentro de la danza folclórica salvadoreña. Su labor coreográfica, inspirada principalmente por los acontecimientos del levantamiento campesino de 1932 y la subsiguiente discriminación contra las personas indígenas, así como en la flora y fauna local, estableció las bases para la creación de su técnica de danza folclórica. De igual manera, se le reconoce haber formado el primer grupo profesional de danza folclórica, en 1971, a través del Instituto Salvadoreño de Turismo (ISTU). Además, la Escuela Nacional de Danza de El Salvador lleva su nombre desde 1987 por decreto legislativo.

### Literatura

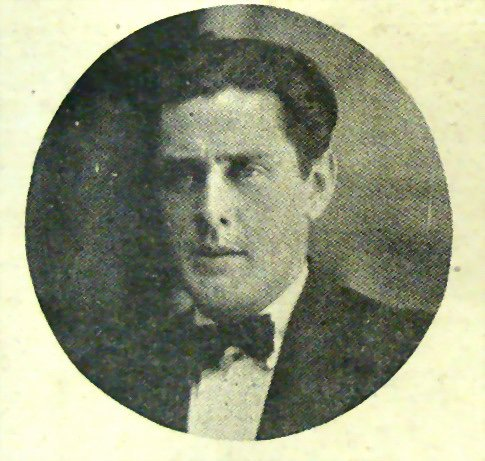
Salvador Salazar Arrué

Los escritores Francisco Gavidia (1863-1955), Alberto Masferrer, Salvador Salazar Arrué, Claudia Lars, Alfredo Espino, Manlio Argueta y el poeta Roque Dalton están entre los autores más importantes que provienen de El Salvador.
Entre las obras más destacadas de los escritores mencionados anteriormente, se encuentran: Cuentos de barro, Tierra de infancia, Jícaras Tristes, El turno del Ofendido, El dinero maldito, entre otros.

### Música y bailes

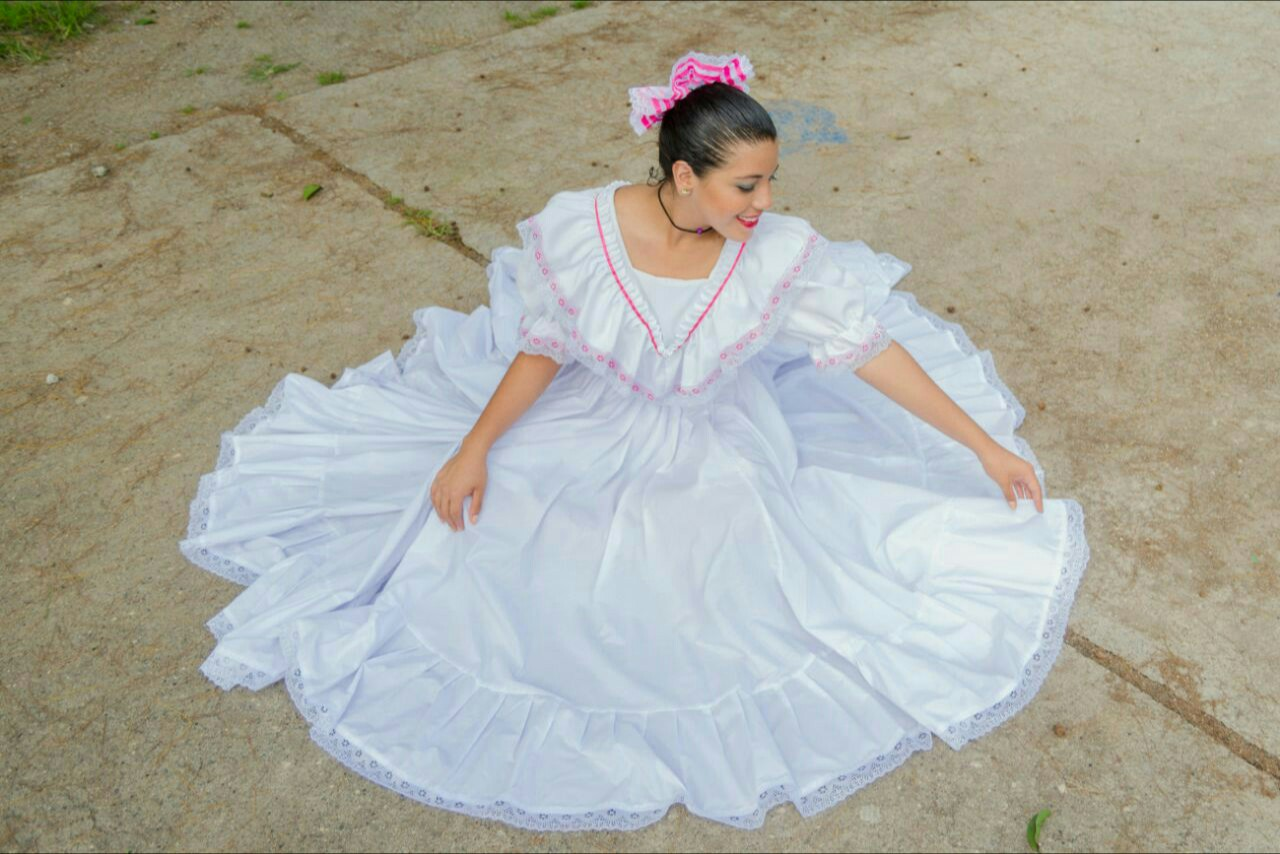
Folklor de El Salvador, Paola González.

Está la música autóctona y la música popular. El Xuc (se pronuncia Suc), conocida también como la música folklórica de salvadoreña, es un baile típico de El Salvador, que fue creado por Paquito Palaviccini en compañía de Hugo Parrales, en Cojutepeque ubicado en el departamento de Cuscatlán en 1942, este ritmo nació con la famosa canción salvadoreña “Adentro Cojutepeque”, y fue compuesta en honor a las fiestas de la caña de azúcar.

### Medios de comunicación

#### Prensa
Desde que los medios de comunicación comenzaron a dar sus primeros pasos durante el siglo XIX con la prensa, el primer periódico escrito en San Salvador: El Semanario Político Mercantil del presbítero Miguel José Castro y Lara, fue estrenado en 1824 que duró por dos años inspirados por la prensa guatemalteca, y que en 1827 llegó a ser imprenta como El Clamor Público en Sonsonate. Al iniciar de la era republicana en 1841, el ámbito gubernamental fundó Diario Oficial para los boletines que informaba desde la sede de gobierno en San Salvador, a pesar de que tuvo constantes cambios hasta nombrarlo definitivamente a Imprenta Oficial en 1875.
El periodismo de El Salvador creció hasta llegar los 29 periodos durante este dicho siglo alrededor del país. Diario Latino es uno de los periódicos más longevos del país fundado en 1890 por Miguel Pinto, aunque fue re-nombrado como Diario Co Latino por la llegada del centenario de parte de la Editora Salvadoreña de Periódicos y Revistas, S.A. en 1989. Transcurriendo en el siglo XX, se fundaron tres periódicos a lo largo de su historia que siguieron publicando: La Prensa Gráfica, de Antonio y José Dutriz, en el 10 de mayo de 1915, El Diario de Hoy de Napoleón Viera Altamirano del 2 de mayo de 1936, y diario El Mundo, fundado por Juan José Borja Nathan en 1967. Desde la décade de los 1990, los periódicos digitales basdadas en la red surgieron de una gran audiencia, entre los cuales destacan El Faro que fue fundado en mayo de 1998 por Carlos Dada y Jorge Simán, y otros como Diario1.com, La Página y ContraPunto.  En las primeras décadas del siglo XXI, la prensa salvadoreña experimentó una transformación significativa con el auge de medios digitales nativos que surgieron como respuesta a las limitaciones del periodismo tradicional, especialmente en un contexto de concentración mediática y cuestionamientos sobre la independencia editorial de algunos periódicos. Este nuevo ecosistema ha estado marcado por la aparición de medios como Revista Factum (fundada en 2014), Gato Encerrado (2017), Alharaca (2020) y Voz Pública (2021), que han apostado por el periodismo de investigación, el enfoque de derechos humanos, el análisis político y la perspectiva de género.
En octubre de 2020 nace Diario El Salvador, un  es un periódico fundado por el gobierno de El Salvador. Su creación fue anunciada oficialmente el 19 de octubre de ese año, es editado por la sociedad pública Editorial El Salvador S.A. de C.V., y ha sido objeto de debate público debido a su vinculación directa con el Ejecutivo, lo que ha generado cuestionamientos sobre su independencia editorial.
Cada 31 de julio se celebra el día del Periodista bajo de un decreto de la Asamblea Legislativa en 1969, siendo Miguel José Castro, el primer periodista salvadoreño en llamarlo.

#### Radiodifusión

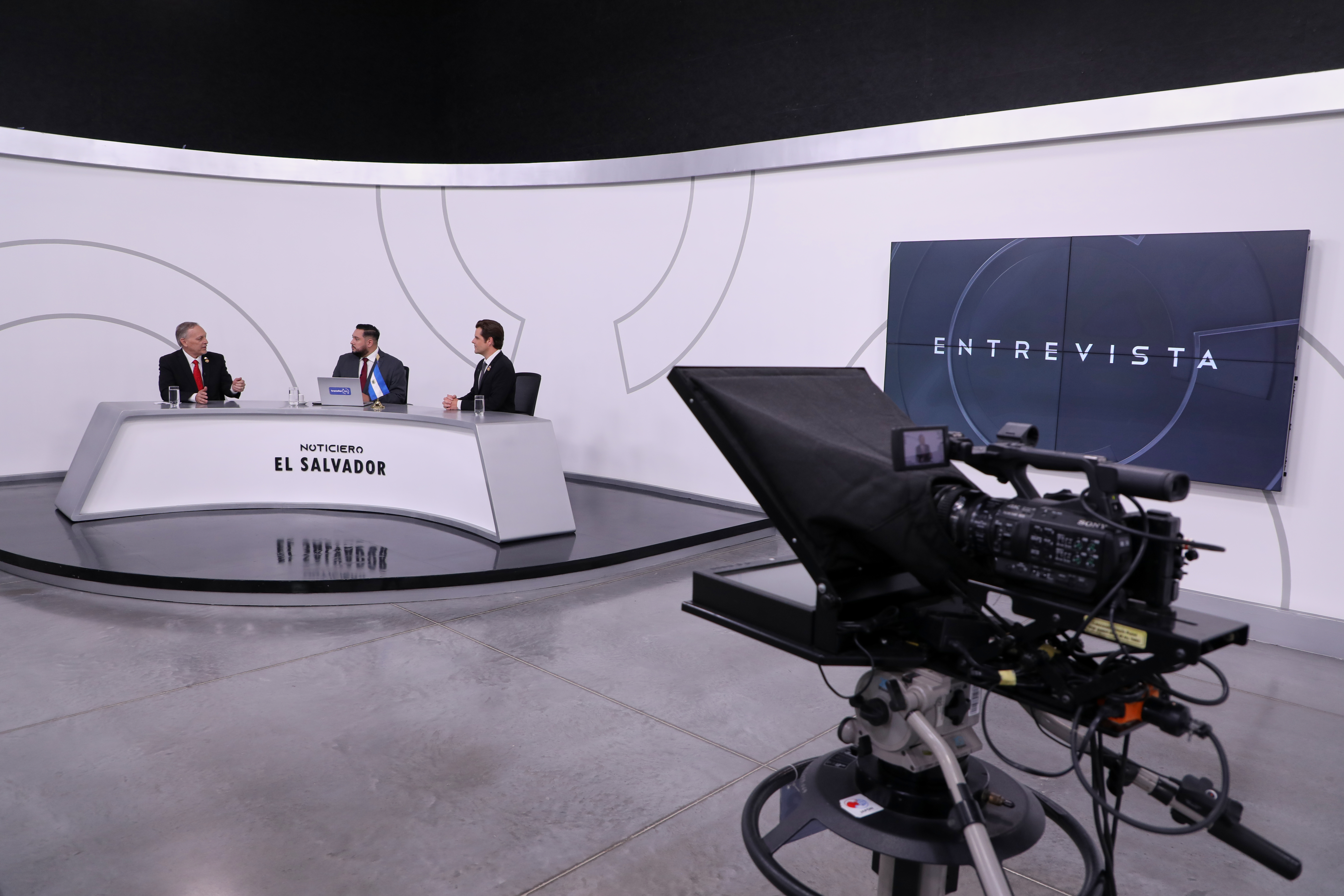
Estudio principal de Noticiero El Salvador a través de Canal 10 de Televisión (2024).

En marzo de 1926, crea la primera radio de El Salvador llamada AQM (RDN en 1933, YSS en 1978, y hoy Radio Nacional de El Salvador) que fue originalmente de la frecuencia AM por el presidente Dr. Alfonso Quiñónez Molina. Luego de la llegada del general Maximiliano Martínez, funda en 1935 como la primera radio comercial de El Salvador: YSP, la voz de Cuscatlán. Transcurriendo la Segunda Guerra Mundial, la radio salvadoreña no dejó de crecer que fue creado el Reglamento para el Establecimiento y Operación de Estaciones Radiodifusoras el 27 de abril de 1942 por el presidente Hernández Martínez, incorporado para ser denominada en las dos primeras letras del indicativo de la señal para la radiodifusión: HU y YS por la UIT; El Salvador llegó de ser uno de los pioneros de la comunidad internacional tras fundar las Naciones Unidas.  Entre estos surgimientos de aquel tiempo, estaban YSR, La Voz de El Salvador en 1942 (hoy Radio Qué Buena desde 1995), YSO, La Voz de la Democracia en 1943, y YSI, Radio Intercontinental en 1944.
Mientras que la radio crecía luego del derrocamiento del General Martínez, a los mediados del siglo XX comenzaba la siguiente fase con el propósito de llegar la televisión en el territorio salvadoreño. El 7 de septiembre de 1956, con la fundación de tres dones: Boris Eserski, Guillermo Pinto y Tono Alfaro, propietarios de YSEB, la Voz de Latinoamérica, nace el YSEB-TV (Canal 6) que se transmitió por dos horas en la ciudad de San Salvador, con la realización del mexicano Rubén González; se fundó también el Canal 4 de Televisión con el fin de alcanzar a nivel nacional en 1958, con una pausa entre 1963 y 1966 que seguiría hasta el día de hoy como canal privado. Los dos canales con el Canal 8 (satélite de YSEB-TV) fueron los primeros canales públicos que duraron hasta los mediados de los 1960 bajo el encargo de Telecentro.
La radiodifusión comenzó a evolucionar una vez más que al principio, debido por la situación política de aquel época tuvieron que poner dos cosas en 1964: primero con el propósito de fundar una organización llamada Asociación Salvadoreña de Radiodifusores (ASDER) con el fin de establecer las radios y canales privados, y la fundación de Canal 10 de Televisión que tuvo una pausa de 1968 hasta 1972 cuando regresó al año siguiente junto con el Canal 8 que duraría hasta 1989, año que Canal 10 continuaría hasta el presente como un canal público. Con esto poco a poco fue expandiendo la industria hasta el presente como la fundación de Canal 2 de Televisión considerado el primer canal privado en 1965, la llegada de las radios FM a los finales de los 1960, la llegada de la televisión a color con el regreso de Canal 6 en 1973, las primeras empresas radiodifusoras privadas como Telecorporación Salvadoreña en 1985 con la unión de los canales 2, 4 y 6, la llegada de la televisión por cable en 1986, la fundación de Grupo Megavisión en 1993 con los canales 21 y 19 que expandió la industria televisiva, el encargo de administrar la radiodifusión con la Superintendencia General de Electricidad y Telecomunicaciones (SIGET) en 1996, y el nacimiento de la radiodifusora digital en los principios del siglo XXI como en internet y la televisión digital.

## Bellas artes

### Pintura
Se considera que la pintura comenzó con el autor Francisco Wenceslao Cisneros.
En esa época se dieron diferentes fenómenos, como terremotos o de carácter social como el neoliberalismo. Juan Cisneros (como el padre de Francisco) participó en una reunión presidida por José Matías Delgado en la que se firmó un acta protestando contra de la anexión de Centroamérica al Imperio Mexicano. De todos esos sucesos, este pintor se mueva a Francia, con diferentes sufrimientos que ha tenido en la vida y su porvenir
En 1994 es fundada la Asociación de Artistas Plásticos de El Salvador (ADAPES), por un grupo de artistas salvadoreños y cuyo objetivo primordial es promover las artes plásticas y la gestión de proyectos culturales en El Salvador, dentro del campo de las artes visuales. Esta organización realiza diversas gestiones en el ámbito cultural propiciando proyectos con los artistas locales en las ramas de pintura, escultura y artes visuales relacionadas. La asociación está formada por una junta directiva electa cada dos años y por los artistas miembros asociados, aproximadamente 80, y se mantiene con el aporte económico de empresas y artistas.

### El Museo de Arte de El Salvador

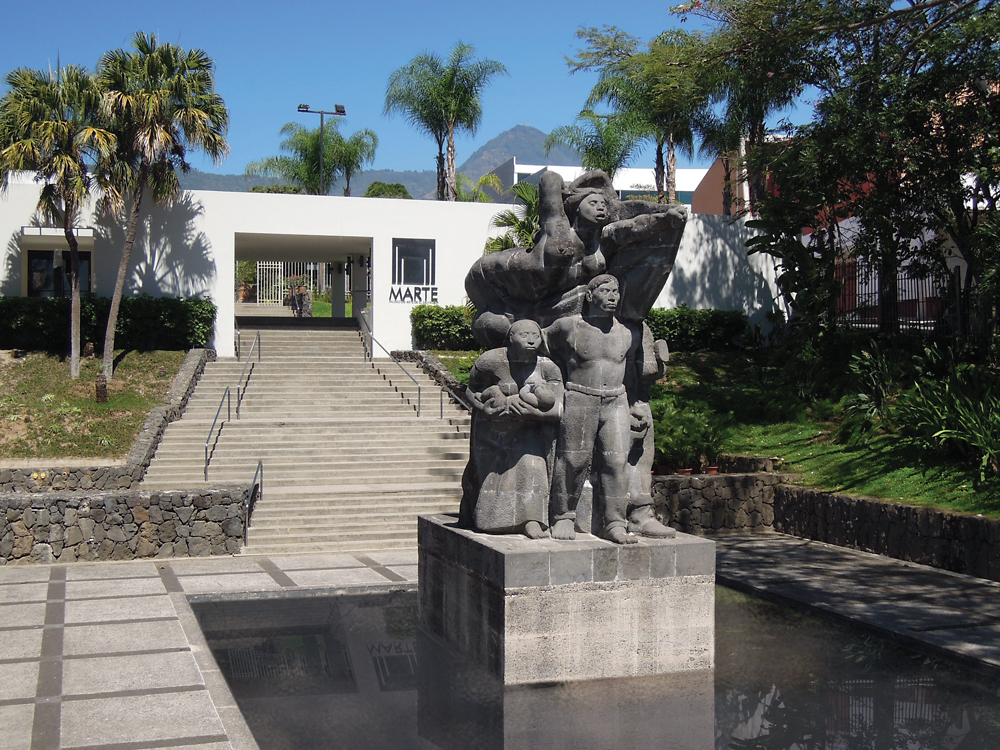
Exteriores del Museo de Arte de El Salvador

El Museo de Arte de El Salvador (MARTE) fue inaugurado el 22 de mayo de 2003. Es una institución privada, sin fines de lucro, cuyo funcionamiento es responsabilidad de la Asociación Museo de Arte de El Salvador, la cual se creó con ese propósito y cuya personería jurídica se obtuvo mediante Acuerdo Ejecutivo n.º 338 publicado en el Diario Oficial 89 Tomo 347 del 6 de mayo del año 2000. En corto tiempo, y gracias al trabajo desarrollado por la asociación, el museo se ha convertido en un referente obligado en la vida cultural del área centroamericana.
El MARTE exhibe una muestra permanente de arte salvadoreño con obras de su colección, de colecciones privadas y préstamos de artistas. Esta exposición brinda un amplio panorama del arte salvadoreño de mediados del siglo XIX hasta la época contemporánea. Así mismo, MARTE mantiene un programa de exhibiciones temporales, que han permitido que, por primera vez en El Salvador, se presenten obras de los grandes maestros del arte universal. Sus exhibiciones se complementan con un programa educativo que incluye visitas guiadas dirigidas principalmente a los estudiantes de las escuelas públicas del país, un programa de capacitación docente y un variado programa de actividades complementarias vinculadas directamente a las exhibiciones.

### Artesanías

#### Creaciones en barro

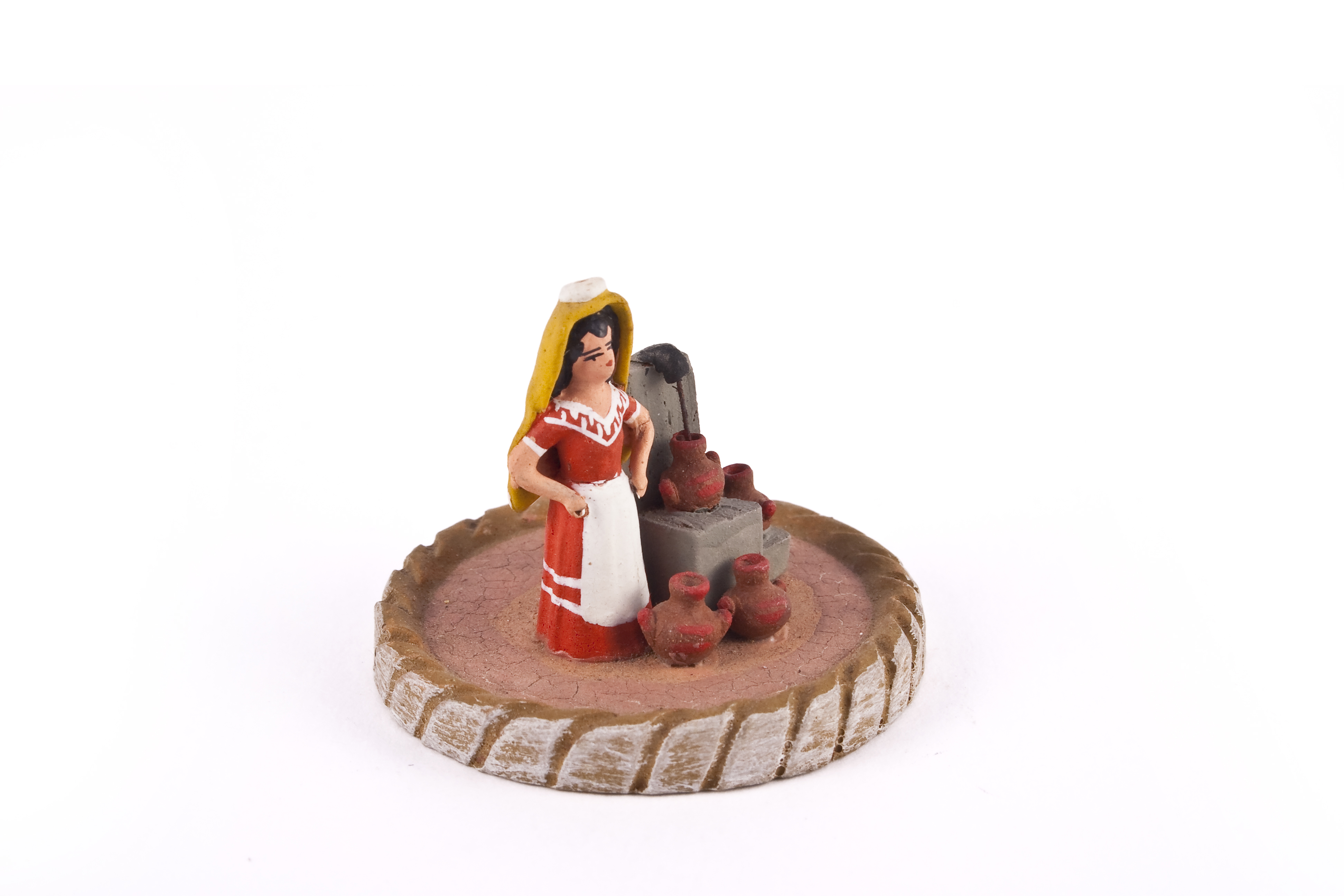
Figurilla miniatura de barro, elaborada por Dominga Herrera, Ilobasco, departamento de Cabañas.

Es en el departamento de Cabañas que se encuentra Ilobasco, municipio reconocido por ser uno de los centros de producción artesanal más antiguos en El Salvador. La alfarería de Ilobasco se remonta a las poblaciones Lencas que habitaban la región antes de la llegada de los españoles. La población indígena aprovechaba la abundancia de barro rojo en la zona para la elaboración de elementos útiles para su vida diaria. En la actualidad, -aunque cada vez en menores proporciones- son muchas las localidades salvadoreñas en las que se desarrollan prácticas que dependen de utensilios hechos a base de barro, como el comal o la olla. El miniaturismo en barro es lo que más caracteriza a la profesión. En Ilobasco destaca, por ejemplo, la elaboración de figuras miniatura que modelan escenas de la vida del pueblo. La primera artesana en realizar estas figuras fue Dominga Herrera, a la edad de 6 años empezó modelando miniaturas y a los 13 su fama era insuperable. Su habilidad sedujo a otros pobladores que fueron adquiriendo la técnica con su asesoría. Su vida fue retratada por la revista National Geographic en una edición de los años 50.
A pesar de su diminuto tamaño, las miniaturas son las piezas que requieren más destreza por parte del artesano, asimismo son las que consumen más tiempo en su creación.

#### Tallado en madera

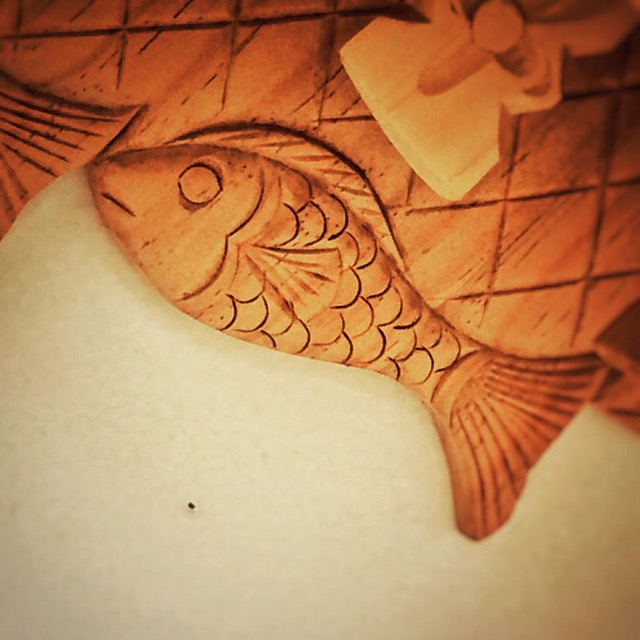
Tallado de pez en madera, Michoacán.

En La Palma, departamento de Chalatenango, además del barro para elaborar jarros y animalitos de todo tipo, desde hace un tiempo se trabaja también la madera en talleres artesanales que hacen toda clase de adornos: cofrecitos, cuelga-llaves, servilleteros, nacimientos... También trabajan la semilla de copinol (de unos dos centímetros de largo por uno de ancho), sobre la que se pintan escenas religiosas o campestres. El hecho es que proyectos artesanales como el de La Semilla de Dios, iniciado por Fernando Llort, han dado a conocer las artesanías de la región a escala internacional.
Por lo que respecta a la madera, también hay que señalar la existencia de lugares donde se fabrican imágenes para las iglesias. Tradición que viene desde la época colonial, aún ahora encuentra continuadores: cristos e imágenes de santos se elaboran por encargo en Izalco, Sonsonate y Ataco, departamento de Ahuchapán.
También las máscaras para historiantes se elaboran en esos talleres de larga tradición. Los cayucos o lanchas son típicos de zonas lacustres o costeras, como en Puerto El Triunfo, departamento de Usulután; se hacen del tronco del árbol de conacaste e implican una larga y paciente labor de tallado.

#### Tejidos y cestería
Respecto a los tejidos merecen destacarse los de hilo y los de fibra. Entre los primeros debe distinguirse entre tejidos elaborados con el telar de cintura y los hechos con el telar de palanca. El de cintura es de neta procedencia indígena; manipulado por las mujeres servía y sirve aún para elaborar superficies más bien estrechas: tapados (mantas pequeñas para cubrirse la cabeza) y fajas delgadas para atarse a la cintura. Todavía en Panchimalco, departamento de San Salvador, queda alguna tradición en ese sentido. El telar de palanca fue introducido por los europeos y sirve para hacer tejidos más anchos, como las colchas que se fabrican en San Sebastián, departamento de San Vicente, o como las hamacas (de nailon, henequén o algodón) salidas de talleres de Cacaopera, departamento de Morazán.
Los tejidos de fibra comprenden muchos productos y objetos. Los sombreros se hacen de palma y presentan gran variedad de formas y colores. La fabricación del sombrero sigue siendo importante porque esa prenda es parte indispensable del atuendo campesino; el sombrero sirve para librarse del sol y de la lluvia, y hasta de «contra» para los malos espíritus. En Tenancingo, departamento de Cuscatlán, hay familias especializadas en su elaboración. Las escobas se fabrican con fibra de sorgo. Candelaria de la Frontera, en el departamento de Santa Ana, es un lugar con vocación de ayudar en la limpieza de los hogares salvadoreños y aun guatemaltecos, ya que de ahí parte una regular cantidad de escobas. Las tombillas de barril y las tombillas cuadradas están hechas a base de vara de bambú y de carrizo y tiene múltiples usos, pues al ser como barriles de casi un metro de alto y unos sesenta centímetros de ancho, sirven para guardar ropa, juguetes y hasta papeles. Nahuizalco, en el departamento de Sonsonate, se caracteriza, entre otras cosas, por sus tombillas.
Los canastos son cestos grandes hechos con vara de castilla o de bambú. Tiene múltiples usos: desde portadores de fruta y verduras hasta acompañantes obligados para los cortadores y cortadoras, quienes se afanan en llenarlos hasta el tope, con los granos rojos y mieludos del café. En Zacatecoluca, departamento de La Paz, se fabrican canastos baratos y resistentes. El mimbre se utiliza también en la fabricación de canastas, paneras y adornos en forma de animales. Con mimbre se hacen asimismo unos muebles muy elegantes en Nauhizalco, departamento de Sonsonate. Termina el recorrido por los tejidos de fibra con la mención de los petates (esteras) y las alfombras a base de fibra de yute. De la fibra de henequén salen redes y costales o sacos que sirven para transportar cerámica, frutas y granos.

#### Objetos de metal y otros tipos de materiales

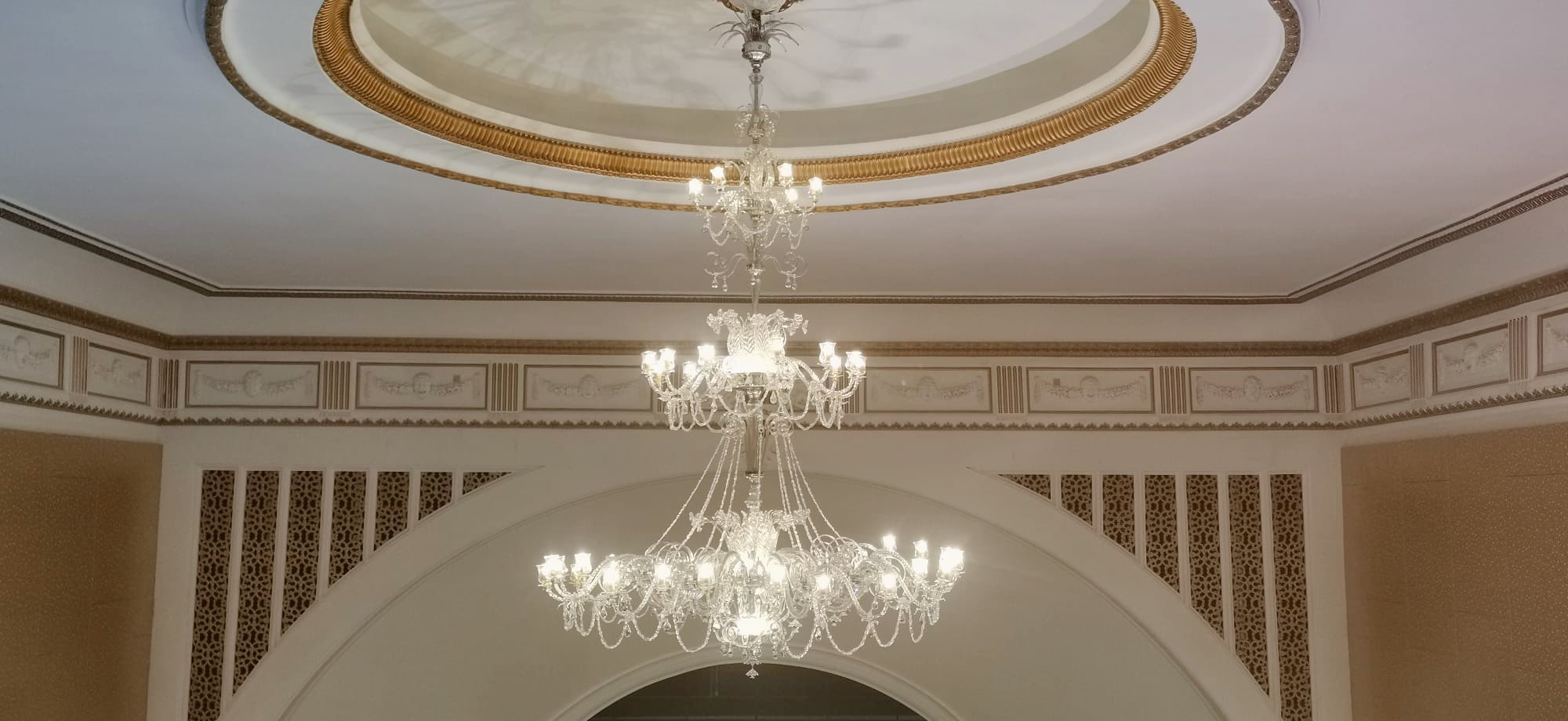
Candelabro

El hierro y otros metales sirven para la fabricación de armas y adornos. El corvo o machete largo y delgado ha sido otro amigo y compañero fiel del campesino salvadoreño. Hecho de hierro y profusamente decorado, tanto en la parte metálica como en la vaina, es ahora un suvenir muy codiciado en El Salvador. Sin embargo la historia del corvo está teñida también de sangre, y todavía se recuerda los «indios machetudos» que intentaron botar al gobierno en 1932, o a los «macheteros» que resolvían sus querellas de juego de azar volándole la cabeza al oponente. La cuma (machete corto, ancho y de punta curvada) sirve para cortar zacate y grama; más que un arma es un instrumento de labranza que se ha llevado consigo los campesinos que llegan buscando suerte a las ciudades. Corvos y cumas se fabrican a escala industrial en fábricas especializadas y casi muy poco tiene que ver ya con las verdaderas artesanías.
Con hierro se elaboran candelabros, lámparas y balcones en talleres que conservan aún el sabor artesanal. Pero el trabajo que ha captado la atención de nacionales y extranjeros por su originalidad ha sido la forja de la chatarra o fibras metálicas de desecho. Del morro se hacen cucharas, cucharones y guacales. Santiago de María, en el departamento de Usulután, se pinta para eso. Aunque en cuanto al morro pintado, propiamente, queda algún lugar que otros taller en Izalco, departamento de Sonsonate. Todavía salen de allí maracas y animalitos como tuncos de monte, recordándonos que esa tradición artesanal viene desde épocas precolombinas. En San Alejo, departamento de La Unión, se fabrican metales o piedras de moles, las formas de esos implementos caseros muy poco han cambiado desde las remotas épocas en que se habitó Joya de Cerén, en el departamento de La Libertad. Flores de papel, puros (tabaco) y toda la gama de dulces y aún comidas constituyen la expresión de un pueblo diestro en manejar las manos, hábil para hacer cualquier «tontera»: un muñeco o un adorno bonito.

#### Artesanías de tule y mimbre
Las artesanías de tule, mimbre, y madera se inicia en el año de 1962, se desarrolla en cantones y caseríos de Nahuizalco, el cual se caracteriza por su trabajo en fibras naturales, es uno de los municipios más reconocidos del país por sus artesanías en mimbre, siendo una de las ciudades que pertenece a la Ruta de las Flores. Con el mimbre suelen elaborar petate, es hecho totalmente a mano, y el tule, al que se conoce como "corazón de tule" sirve para elaborar alfombras, sopladores, etc.

## Vestimenta

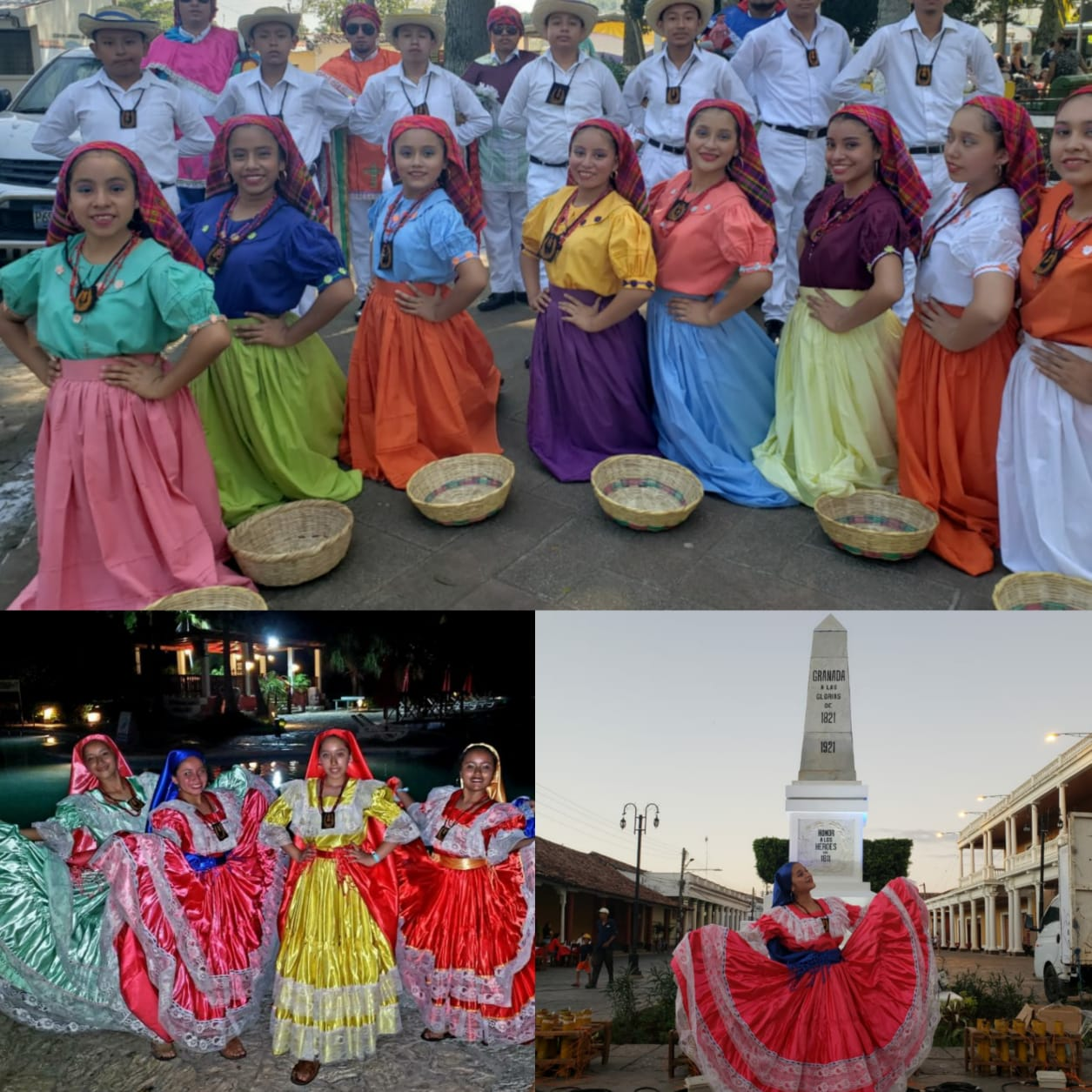
Trajes típicos

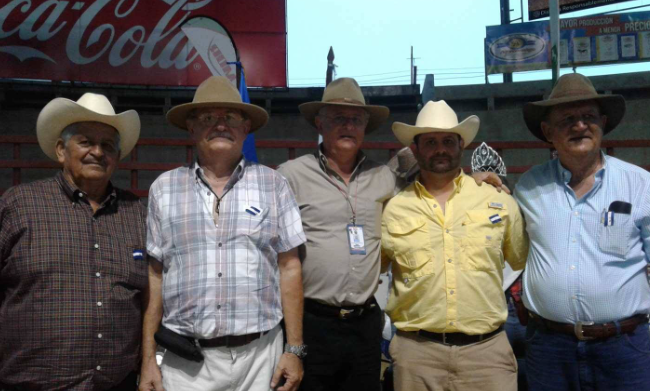
El traje ganadero es uno de los más populares

En el país existen diferentes tipos de trajes típicos, la mayoría de los cuales son utilizados en diferentes festividades, aunque hay algunos pueblos que aún utilizan estos en su traje cotidiano.
En el traje femenino es común ver elementos como un escapulario, un chal, un paño y diferentes adornos de colores, con tela de algodón. y pueden estar con una falda y una blusa, o un vestido, en el calzado se usan sandalias. En el traje masculino es común ver un traje de algodón, también en las fiestas tradicionales, se utilizan mahones modernos, con una camisa de manta, en el calzado sandalias o botas, y un sombrero. Realmente son de carácter rural, y presentan diferentes variaciones dependiendo del lugar.
En las festividades o fiestas patronales, se realizan danzas haciendo uso de estos trajes típicos. Con el pasar de los años los trajes se han modificado, teniendo un poco más de volumen y colores en sus estilos. El traje típico se dejó de usar en la población en general, aunque aun hay personas que mantienen viva esta tradición, siendo así que el traje sea utilizado solo en ocasiones especiales.

### Traje típico
Los trajes típicos de El Salvador, conocidos también como trajes nacionales, son los que expresan la identidad cultural de esta nación centroamericana. Los trajes tradicionales o folclóricos salvadoreños son el resultado de la función de la cultura española y de las poblaciones impusieron una forma de vestir propia a los nativos, quienes solían andar semidesnudos, dando el origen a los trajes denominados (típicos). Habrán autores que les llamaran trajes coloniales o poscoloniales, es una cuestión de perspectiva que queda discreción de cada quien.

## Mitos precolombinos y personajes populares
Un ámbito en el que se siente la presencia de aquel sustrato indígena es el de las leyendas y los mitos populares. Muchos de ellos han llegado hasta nosotros ya mestizados y otros están desapareciendo debido a la fuerte influencia de los modernos medios masivos de comunicación y la nueva cultura popular que de ellos deriva.
En El Salvador, como en muchas otras sociedades antiguas, los mitos desempeñaron un papel muy importante en la cultura y la vida cotidiana de las personas. Estos mitos eran relatos sagrados que explicaban el origen del mundo, la creación de los seres humanos, las fuerzas de la naturaleza, y las normas y valores que debían regir la vida de la comunidad.
En la cultura indígena salvadoreña, por ejemplo, existen mitos que hablan sobre la creación del mundo y los dioses que lo habitan, así como historias que enseñan valores y principios éticos. Estos mitos eran transmitidos de generación en generación a través de la tradición oral, y eran considerados parte fundamental de la identidad cultural de la comunidad.
Además, los mitos también eran utilizados para explicar fenómenos naturales, como la lluvia, los terremotos, y los eclipses. Estas explicaciones mitológicas estaban estrechamente relacionadas con las prácticas religiosas y rituales de la comunidad, y ayudaban a las personas a comprender el mundo que las rodeaba.
En resumen, los mitos fueron una parte integral de la sociedad antigua en El Salvador, y desempeñaron un papel importante en la cultura, la religión, y la vida cotidiana de las personas.

### Principales Mitos[47]
Los tres mitos más profusamente difundidos en todos los estratos de la población son el del cadejo, y sus afines, el de la siguanaba y el cipitío.

#### El Cadejo

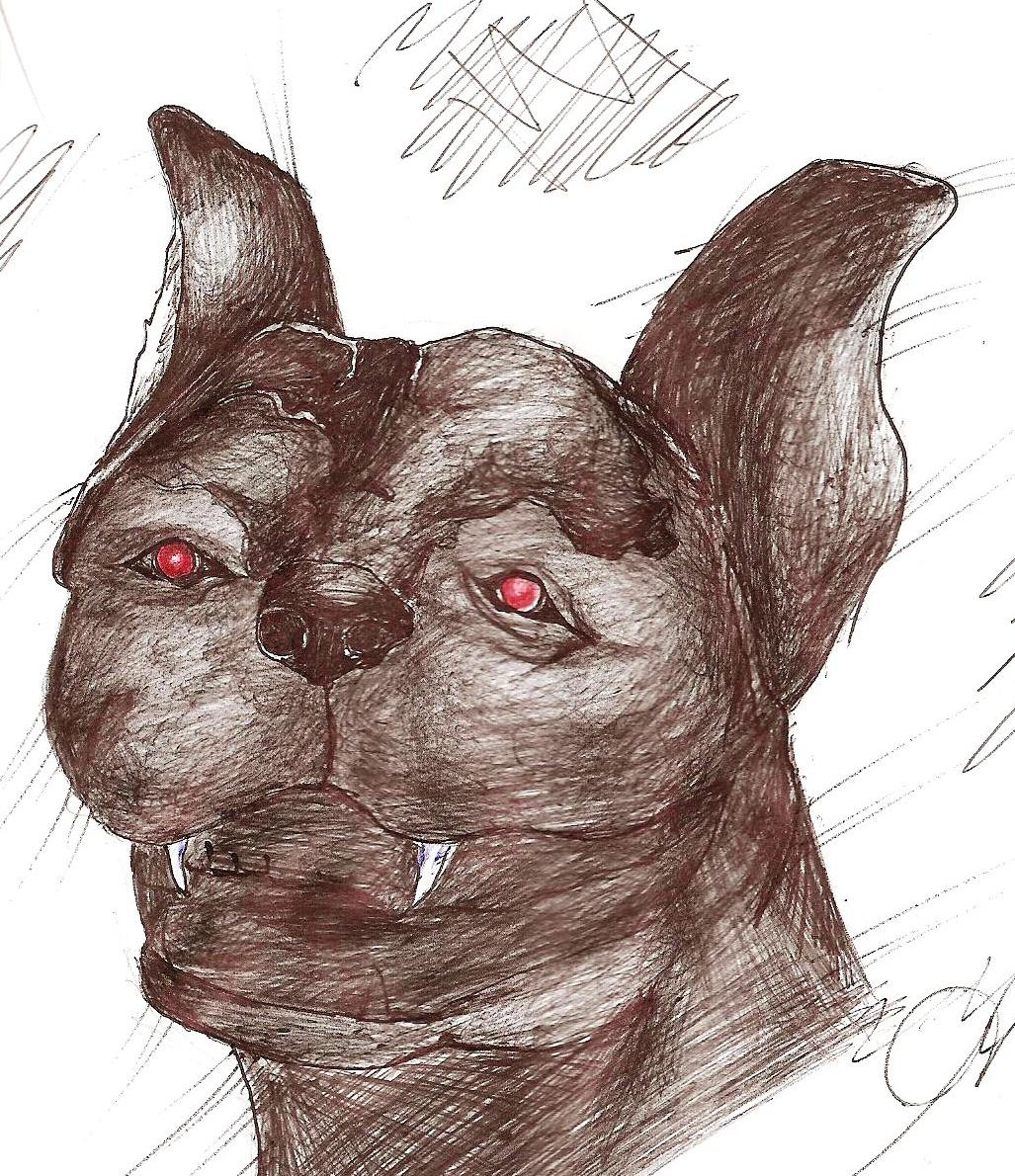
Dibujo del cadejo

El Cadejo es un perro misterioso que se aparece en los caminos solitarios a los trasnochadores. Se dice que cuando su silbido se oye cerca, es que el cadejo está lejos. Pero se habla también de dos cadejos: de uno blanco, el de las mujeres, y de otro negro, el de los hombres. O de que el blanco es bueno y el negro es malo. El hecho es que, al acercársele al desdichado, los ojos del cadejo brillan como brasas y, a consecuencia del susto, el pobre desafortunado puede acabar loco, «jugado» o, al menos, enfermar con fuertes fiebres y calenturas.

#### La Siguanaba
Según la versión salvadoreña, la Siguanaba se aparece también a los trasnochadores; se la ve en los ríos lavando ropa a la luz de la luna o de las estrellas.
Características suyas son el pelo larguísimo y las dos chiches o pechos que le cuelgan hasta la cintura. Parece que el susto mayor de quienes se topan con ella se produce cuando oyen su risa estentórea y burlona, al mismo tiempo que el ¡plash!...¡plash! de las chiches azotadas contra el agua. El mito tiene su origen en un antiguo relato pipil, según el cual una bella princesa indígena cometió el delito de adulterio y por ese delito los dioses la castigaron a sufrir eternamente tan horrible transformación.
Algunos ven en el mito más bien resonancias de una antigua costumbre nahua: las prostitutas no podían ejercer su oficio dentro de los poblados, por eso lo ejercían en las afueras del pueblo, en las quebradas y sitios enmontados. Su metamorfosis en ese ser horrible sería una expresión del repudio moral con que la iglesia católica condena la prostitución.

#### El Cipitío

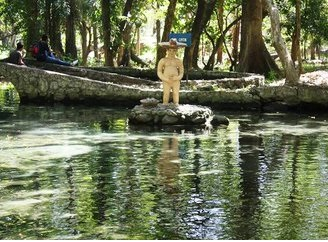
Estatua del cipitio en Zacatecoluca

A este duende se lo hace hijo de la Sihuanaba, aunque posee un carácter festivo e inocente del que carece la madre. El Cipitío, por otra parte, es bajito, barrigón y tiene los pies vueltos al revés, de modo que su huellas engañan: uno cree que va en una dirección cuando en realidad lo hace exactamente en la contraria. El personaje Cipitío puede estar emparentado con una deidad precolombina: Xipe Totec. Este dios era el patrono de la regeneración vegetal, por consiguiente tendrían que ver también con él los frutos y las flores. La leyenda dice que es un duende enamorado que les tira pequeñas pidresitas a las muchachas que le gustan.

#### El Duende
Esta leyenda narra la historia de un espíritu que se encariña de las féminas más jóvenes del lugar, las acosa y no las deja de molestar hasta que las deja solteronas. El único modo de lograr que el duende las deje tranquilas es que realicen acciones como no bañarse o cualquier práctica antihigiénica que le luzca repulsiva al duende, provocando que se distancie de ellas y emitiendo un ruido muy atronador.

#### La poza del Bululú
La leyenda se origina en el departamento de Sonsonate, donde se encuentra un río llamado Sensunapán. Según las generaciones pasadas, se cuenta que, en dicho río existe una poza llamada Bululú, la cual está "encantada" ya que, ahí aparecía un huacal de oro que contenía paste lleno de brillantes y un jabón plateado.

#### La Carreta Chillona
Se dice que a media noche pasa una carreta vieja, chillando va a su paso y quien la vea está se la lleva.
Según se dice lleva cuerpos de los muertos en la guerra, y que quien la escuche tiene que apagar las luces e ir a la cama.

### Personajes populares
En la historia de El Salvador ha habido personajes que han gozado de gran popularidad debido a sus acciones en favor de —o en todo caso, del agrado de— las clases subalternas.

#### Anastasio Aquino
El indígena Anastasio Aquino es uno de los más populares. Indagando al ver cómo trataban los patronos a sus peones indígenas, Aquino comandó una peligrosa insurrección en la región de los nonualcos (zona paracentral del país) durante el año 1833. Tanta fuerza cobró el levantamiento que Aquino pudo penetrar con sus tropas en la ciudad de San Vicente y tuvo, además, la osadía de coronarse, él mismo, Rey de los nonualcos, utilizando para ello la corona que ostentaba uno de los santos del templo donde coronó. Aquino dictó leyes draconianas («Al que robe una vez se le cortará una mano; al que robe de nuevo se lo fusilará») y solo fue vencido a causa de la traición de uno de sus lugartenientes.

#### El Partideño
Fue un bandido salvadoreño —si es que realmente existió— vivió a finales del siglo XIX y se lo conoció como El Partideño. Su sobrenombre deriva de su primer oficio: conducir partidas de ganado de un lado a otro de Centroamérica. Se convirtió en bandido singular cuando un hombre rico le raptó a su novia el mismo día de la boda. La venganza fue terrible: el bandido acuchilló al padre del ofensor y se dedicó, además, a asaltar y a matar a cuanto rico y noble se le cruzaba en el camino. Se cuenta que al final logró acabar también con el raptor de su novia, a pesar de que hacía tiempo que ésta había sido violada y asesinada por el indigno noble.
A pesar de lo terrible de sus acciones El Partideño tenía un alto sentido de la justicia porque no permitía que se le robara o hiciera daño a los pobres. El pueblo, la gente sencilla, mitificó al bandido; se llegó a decir que podía convertirse en un racimo de guineos (bananos) o en cualquier animal con tal de escapar de sus perseguidores. El Partideño fue capturado y ahorcado en la ciudad de Santa Ana, pero los ecos de su azarosa vida calaron incluso en obras de arte culto, como es el caso de Ursino, pieza teatral del escritor Francisco Gavidia.

#### Pedro Urdimales
La tradición popular consagró también a un personaje enteramente ficticio. Se trata de Pedro Urdimales, una especie de pícaro traído a América en los relatos y cuentos chuscos de los conquistadores y colonizadores españoles, más tarde incorporado como propio por la tradición oral. El personaje es famoso en casi todo el continente, realizando casi las mismas bromas y protagonizando situaciones similares, aunque, por supuesto, con características que han variado de una región a otra. Pedro Urdimales se ríe de todo el mundo y, al que se deja, lo embroma. Se ríe de la autoridad eclesiástica. Por ejemplo, una de las anécdotas cuenta que Pedro convenció a un cura de que había capturado a la paloma del Espíritu Santo y que la tenía debajo del sombrero que había colocado en el suelo. Con cuidado, el cura metió la mano debajo del sombrero y, en vez de la sagrada paloma, fue a dar... con los excrementos del irreverente bromista.

### La Gigantona de Jocoro
Es un baile emblemático de El Salvador, precisamente es un mito popular, que afirma sobre una alta mujer conocida como la gigantona de Jocoro, de acuerdo con los pobladores del municipio de Jocoro, que en el valle se encontraron con restos de huesos gigantes y afirmaron que se trataba de una gigante. Debido a este hallazgo, la gigantona de Jocoro se volvió muy popular en el pueblo de Jocoro y, posteriormente, se pasaba por generación; la gigantona de Jocoro también se celebra en las fiestas patronales de San Salvador y muchas actividades de la independencia.
El desfile está conformado por un disfraz gigante de una mujer con una máscara tradicional salvadoreña, manejado por una persona, su altura es de alrededor de 3 metros y baila al ritmo de la música nacional.
Esta tiene su origen desde la época colonial, ya que las máscaras tradicionales fueron introducidas por los españoles en la conquista, de hecho la gigantona de jocoro tiene un parecido a gigantes y cabezudos

## Educación
La educación en El Salvador, de acuerdo con la Constitución de la República, es un derecho inherente a la persona humana; y en consecuencia, es obligación y finalidad primordial del Estado su conservación, fomento y difusión. Y es por eso que el Estado debe propiciar la investigación y el que hacer científico. En ese sentido, es deber del Estado organizar el sistema educativo para lo cual creará las instituciones y servicios que sean necesarios, y también se garantiza a las personas naturales y jurídicas la libertad de establecer centros privados de enseñanza.

## Deporte
En El Salvador se practican varios deportes, siendo el más popular el fútbol.
En los últimos años también se ha ido destacando, el Fútbol de playa así mismo, se practican el atletismo, surf, baloncesto, balonmano, natación, voleibol, entre otros.

### Selección de fútbol playa de El Salvador
El inicio de la selección salvadoreña de fútbol playa se remonta al año 2004, cuando el profesor Israel Cruz trataba de formar escuelas juveniles de «fútbol once» en las islas La Pirraya y Rancho Viejo en la bahía de Jiquilisco, departamento de Usulután. Sin embargo, debido a las condiciones del lugar, rodeado de manglares y sin espacios físicos adecuados, optó por la práctica del fútbol en la arena, ya que así aprovechaba las habilidades de los lugareños en ese terreno. De esta manera, el primer combinado nacional fue formado en el 2006, en vista de la primera participación en una eliminatoria de Concacaf que se realizaría en Acapulco, México, el año siguiente.

### La selección de fútbol de El Salvador

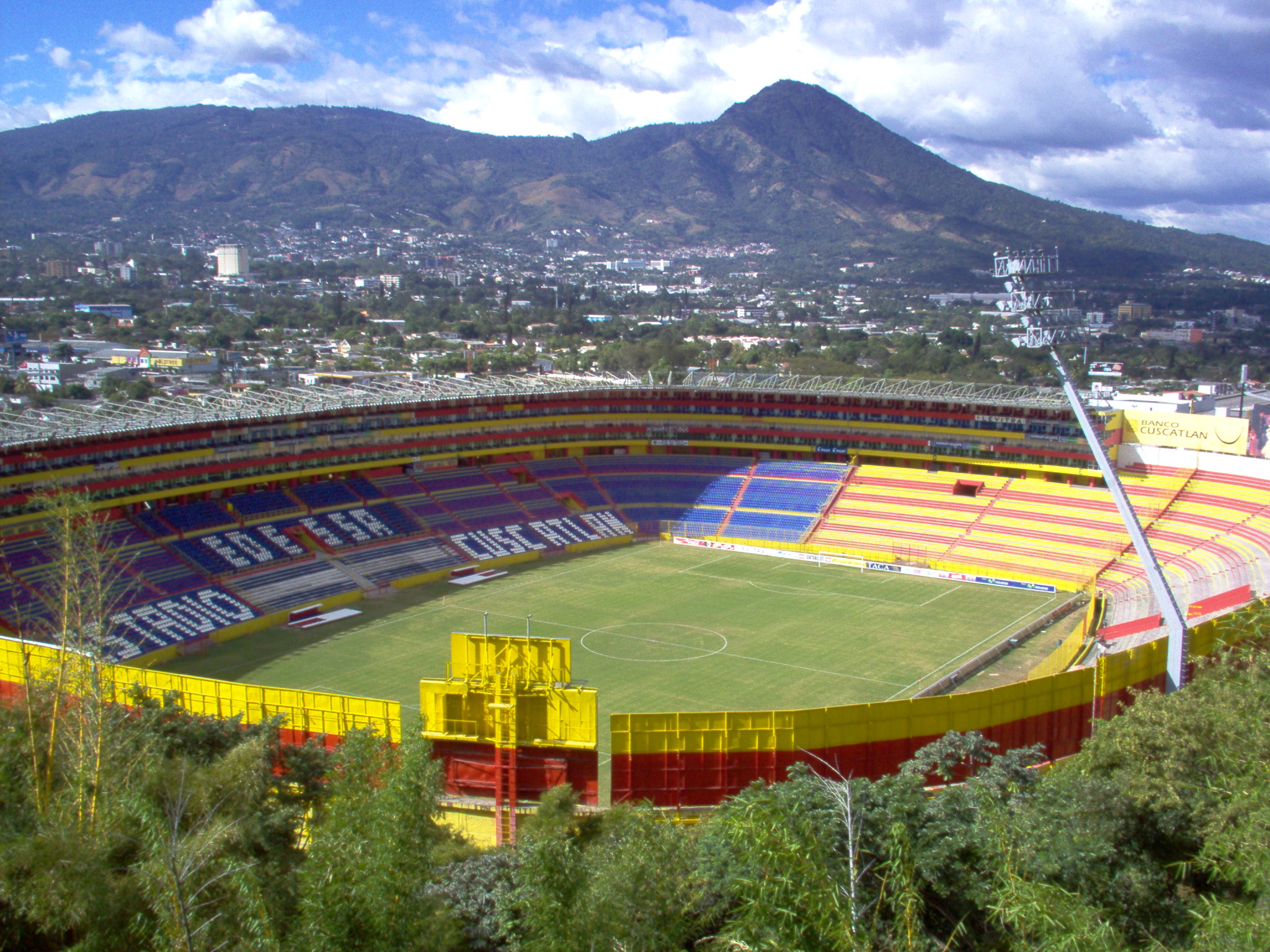
Estadio Cuscatlán

El primer juego de fútbol registrado en El Salvador se remonta al 26 de julio de 1899, cuando se enfrentaron las selecciones de las ciudades de San Salvador y Santa Ana, precisamente en la ciudad de Santa Ana en el occidente del país, y cuyo marcador terminó 2-0 a favor de los locales. Para el año 1921 se desarrolló en Guatemala la Copa Independencia, que reunió a las selecciones nacionales de Guatemala, Honduras, Costa Rica y El Salvador, en lo que se considera el debut del combinado cuscatleco. En esta oportunidad acabó perdiendo ante Costa Rica en el primer encuentro con marcador de 7-0 el día 14 de septiembre. Años después, el conjunto salvadoreño se presentaría ante su propio público el 7 de diciembre de 1928 contra Honduras en el Campo Marte de San Salvador, con victoria local de 5-0, siendo Gustavo Marroquín el primer anotador de la historia de esta selección centroamericana.

### Jaripeo
También conocido como rodeo es un deporte tradicional en El Salvador y en Centroamérica, con influencias de la historia de los vaqueros mexicanos del norte de México y de los charros. Consiste en montar a pelo potros salvajes o reses vacunas bravas (como novillos y toros) y realizar diversos ejercicios, como arrojar el lazo, rejonear, etc., sin matar al animal. El rodeo se practica principalmente en los pueblos en el contexto de sus fiestas patronales, generalmente son acompañadas de bailes tradicionales para los asistentes luego del espectáculo taurino.

### Surf
El surf está considerado uno de los deportes más populares de El Salvador, uno de los mayores atractivos y de lo que es popular El Salvador son las playas, una de las mejores para hacer surf.
El surf llegó a El Salvador gracias estadounidense de California aprovechando el bum surfista en 1970, ellos vieron un destino de paz y escondido en El Salvador, llegaron en 1960 teniendo un bum en 1970, mientras que salvadoreños que migraban y viajaban a California, vieron lo impresionante que era el surf, por lo cual lo trajeron a El Salvador.
En la actualidad, El Salvador es uno de los países que realiza eventos de surf a nivel mundial, dentro de esas playas se encuentran récords mundiales y paisajes de montañas entre las playas; en La Libertad se encuentra la cordillera del bálsamo y en La Unión la cordillera de Intipuca, que son las causantes de generar las olas derechas perfectas, conocidas en todo el mundo.

## Religión

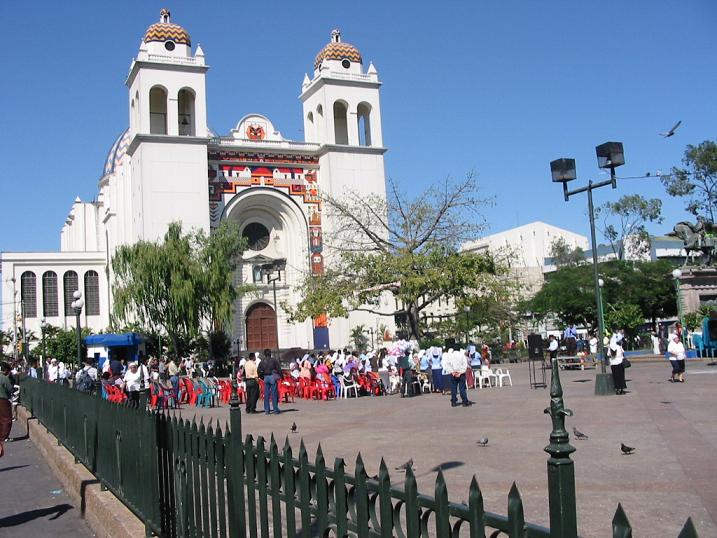
La Catedral metropolitana de San Salvador, tomada en 2006.

En El Salvador, establece la Constitución de la República que garantiza la libertad de creencias en los artículos 25 y 26, siendo el estado laico la cual deben funcionar de forma completamente independiente entre la política y la religión.
El cristianismo es la mayoritaria de la comunidad salvadoreña desde la época colonial de España, la iglesia católica ha sido el centro de la confesión religiosa durante cientos de años, teniendo una feligresía cercana al 74 % de la población, y ahora tiene menos del 50.4 %. Antes de la emigración del catolicismo, El Salvador estableció un concordato con la Santa Sede en la Ciudad del Vaticano desde 1968, la cual tiene la regularización de las misiones diplomáticas entre dos países independientes. Dentro del territorio, existen siete diócesis junto con el Arquidiócesis de San Salvador establecido en 1842: Chalatenango, San Miguel, San Vicente, Santa Ana, Santiago de María, Sonsonate, y Zacatecoluca; además que tiene el circunscripción eclesiástica.
Aparte en el cristianismo, desde la década de los 1970 otras creencias de la iglesia cristiana, han hecho un importante crecimiento de la población de las iglesias protestantes que llegó en 1893, los anglicanos, luteranos, pentecostales, bautistas, Adventistas del Séptimo Día, mormones y Testigos de Jehová también experimentaron. Hoy, cerca del 38.2 %
Existen otras comunidades minoritarios influenciados por otras civilizaciones del mundo como budistas, judías e islámicas, incluyendo las religiones indígenas como la espiritualidad Maya. También están las creencias irreligiones como el ateísmo, el agnosticismo, el deísmo, la irreligión, el humanismo secular y el escepticismo religioso.

## Fiestas tradicionales

### Nivel nacional
El país cuenta con una gran variedad de costumbres que se remontan por sus antepasados, con el paso del tiempo las nuevas generaciones han tomado en cuenta renovarlos para que los jóvenes sean atraídos y con el único objetivo principal de mantener viva la cultura salvadoreña. En esta tabla muestra la lista completa de festividades, y la siguiente lista muestran detalles de algunos de estos días de la celebración en El Salvador. 
| Fecha                    | Nombre                        | Asueto por ley |
| ------------------------ | ----------------------------- | -------------- |
| 1 de enero               | Año Nuevo                     | Sí             |
| 16 de enero              | Firma de los Acuerdos de Paz  | No             |
| 8 de marzo               | Día de la mujer               | No             |
| Entre marzo y abril      | Semana Santa                  | Sí             |
| 1 de mayo                | Día del trabajo               | Sí             |
| 3 de mayo                | Día de la cruz                | No             |
| 7 de mayo                | Día del soldado               | No             |
| 10 de mayo               | Día de la madre               | Sí             |
| 17 de junio              | Día del padre                 | Sí             |
| 22 de junio              | Día del maestro               | No             |
| 20 de julio              | Día del ingeniero salvadoreño | No             |
| 31 de julio              | Día del Periodista            | No             |
| 5 y 6 de agosto          | Divino Salvador del Mundo     | Sí             |
| 15 de septiembre         | Día de la Independencia       | Sí             |
| 1 de octubre             | Día del niño                  | No             |
| 11 de octubre            | Día de la niña                | No             |
| 2 de noviembre           | Día de los difuntos           | Sí             |
| 5 de noviembre           | Primer Grito de Independencia | No             |
| 2.º domingo de noviembre | Día nacional de las pupusas   | No             |
| 24 de diciembre          | Nochebuena                    | No             |
| 25 de diciembre          | Navidad                       | Sí             |
| 31 de diciembre          | Nochevieja                    | No             |

#### Nochevieja y Año nuevo
Se celebra una semana después de la nochebuena y la navidad, un año que termina y la otra que comienza de acuerdo con el calendario gregoriano desde que El Salvador era dividido entre San Salvador y Sonsonate de la Capitanía general de Guatemala en el Virreinato de Nueva España en 1582. Esta festividad se convirtió la festividad internacional, y que El Salvador tiene cuatro tradiciones en que se celebra entre la noche de 31 de diciembre y la madrugada del 1 de enero al transcurrir el año: Abrazos entre familias, quema de pólvoras como pirotecnias, brindis para cualquier invitado y la oración por la trascendencia.

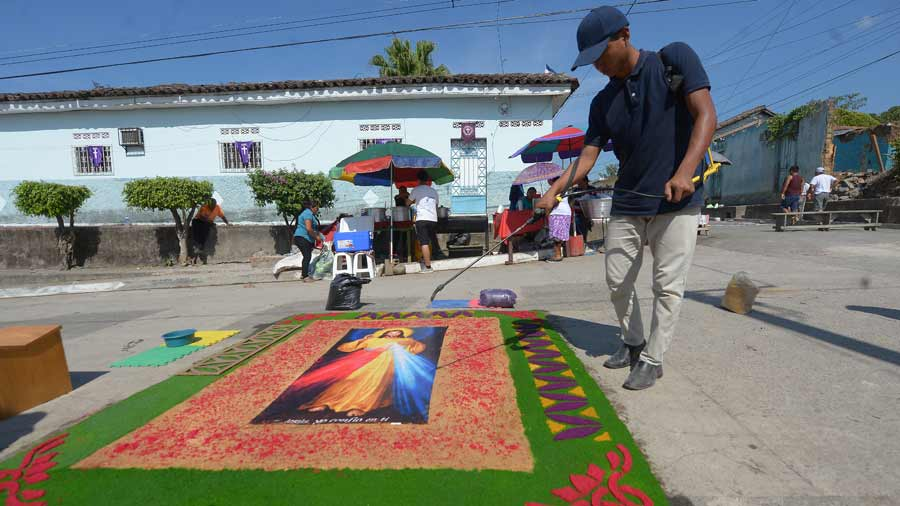
Imágenes de las tradicionales alfombras que los feligreses salvadoreños realizan para la Semana Santa. Figuras religiosas, textos bíblicos fueron plasmados en las calles de El Salvador.

#### Miércoles de ceniza
El miércoles de ceniza es una celebración religiosa y da inicio a la Cuaresma que es el periodo de cuarenta días antes de la Semana Santa. Este día normalmente se celebra miércoles no exactamente la misma fecha todos los años, pero siempre es entre el 4 de febrero y el 10 de marzo.

#### Semana Santa
La Semana Santa que inicialmente se conocía como "La Gran Semana", es una festividad promovida por la iglesia católica en El Salvador. Es una semana de reflexión y gratitud por la muerte y pasión de Cristo pero los salvadoreños y salvadoreñas también aprovechan a dedicar tiempo a su descanso de la cotidianidad y pasar en familia entre los finales de marzo y la primera mitad de abril. Inicia el Domingo de Ramos y Concluye con el Domingo de resurrección o Domingo de Pascua. Cada uno de esos días tiene asignada su propia celebración.

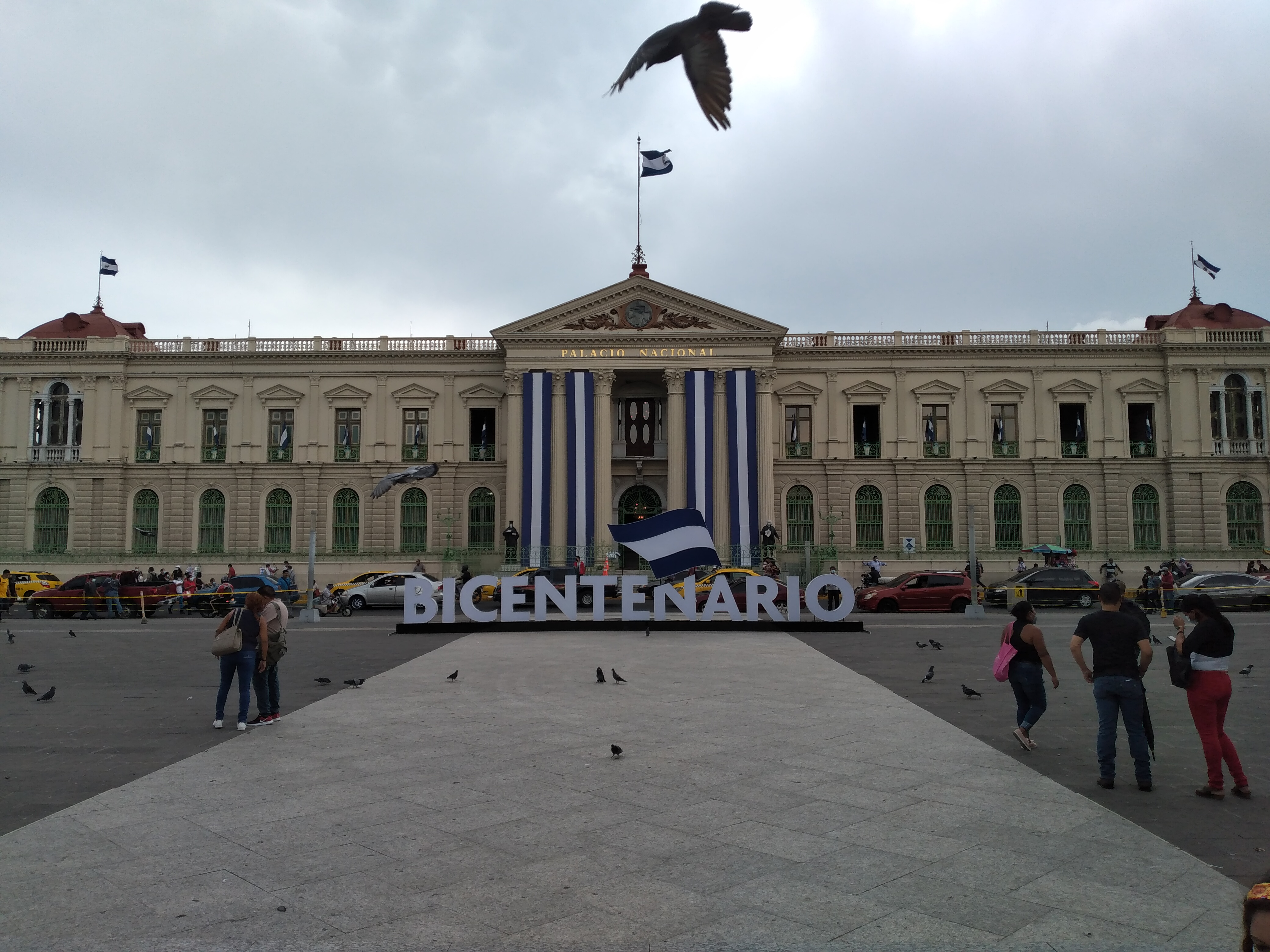
Palacio Nacional de El Salvador en conmemoración del Bicentenario de la Independencia (2021).

#### Las alfombras del Viernes Santo
Las alfombras del Viernes Santo es una tradición llena de color y esfuerzo ya que se conmemora la muerte del señor Jesús, su elaboración es con sal teñida y serán únicamente por los que cargan la urna donde llevan la imagen de Jesús muerto, por lo general es una procesión que se realiza por la noche.

#### Día de la cruz
El día de la cruz proviene de la cultura católica, se celebra cada 3 de mayo y es más notable en zonas rurales, consiste en colocar una cruz de madera frente a la casa, adornada con materiales coloridos, con flores, frutas y verduras con la finalidad que siempre llegue la abundancia a su hogar y a sus cultivos.

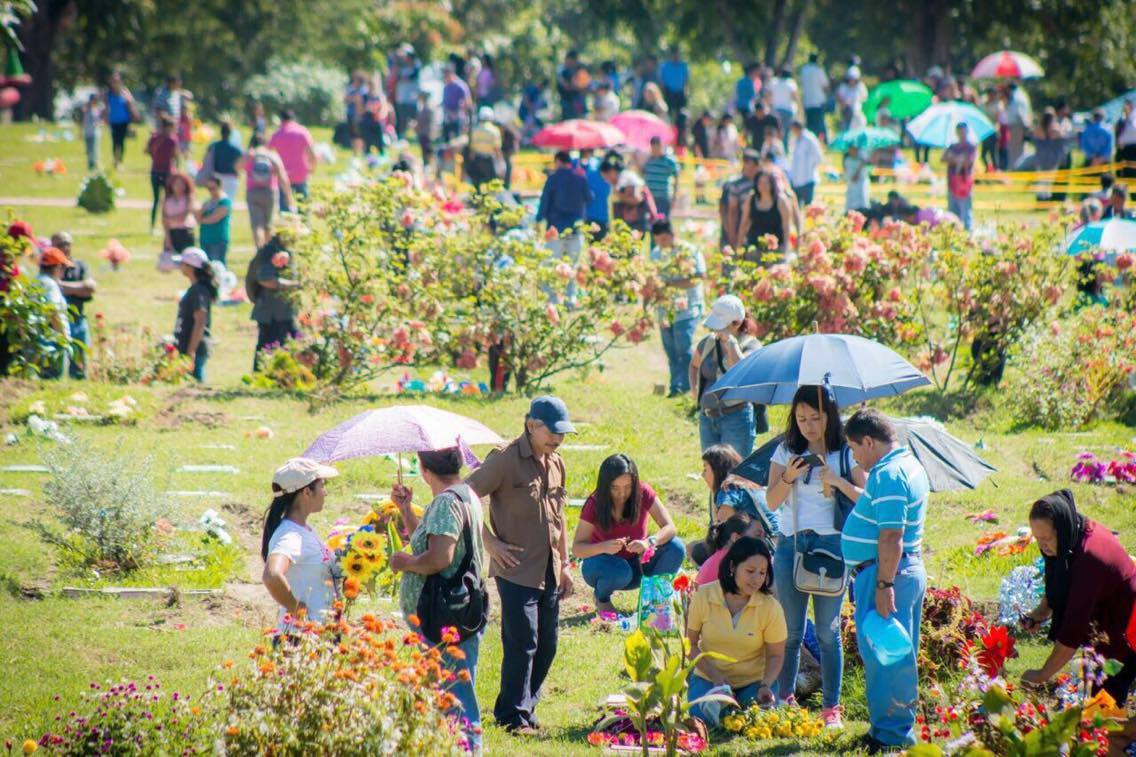
Gobierno de San Salvador ejecutó plan integral en la conmemoración del día de los fieles difuntos

#### Bajada del Divino Salvador del Mundo
Esta actividad se realiza a la primera semana de agosto de cada año y es el momento más importante de las fiestas patronales, este acontecimiento es una conmemoración a la transfiguración de Jesús en referencia al capítulo del evangelio de San Mateo.

#### Día de la independencia
Tiene dos días festivos, uno es donde comemora el aniversario de la Independencia de Centroamérica (15 de septiembre) cuando el Imperio español otorga la independencia al actual país con Costa Rica, Guatemala, Nicaragua y Honduras. Y la otra es el recuerdo del primer grito del movimiento independista en aquel 5 de noviembre.

#### Día de los difuntos
También es conocido como el día de los finados, esta celebración salvadoreña se realiza el 2 de noviembre, muchas familias se organizan para conmemorar la muerte de sus seres queridos, visitando los cementerios, adornando con flores naturales o artificiales y así poder honrar a los familiares que no están presentes.

#### Navidad
Desde que llegó el cristianismo, la navidad es una de las fiestas a nivel internacional, en especial para este país. Se celebra la conmemoración del nacimiento de Jesús, en esto se juntan la familia para la fiesta con la cena del acción de gracias cada 24 de diciembre; y cuando llegue la medianoche, las luces pirotecnias aparecen en el cielo, agradeciéndoles por el cumpleaños del Niño Dios. Además, se hacen posadas para repartir o intercambiar regalos, incluyendo aquellos salvadoreños que vienen de vuelta desde el extranjero; fue tanto que adaptó la cultura del personaje de Santa Claus híbridamente desde los 1970 cuando la industria televisiva creció.

### Nivel local
Durante todo el año, a lo largo y ancho de El Salvador se realizan celebraciones en honor a su patrono. Cada uno de los 262 distritos en 44 municipios las lleva a cabo según sus recursos y tradiciones, por lo que los salvadoreños acostumbran viajar a ellos para esas fechas. Además de estas tienen lugar otras conmemoraciones, fiestas y celebraciones. Algunas de estas son:

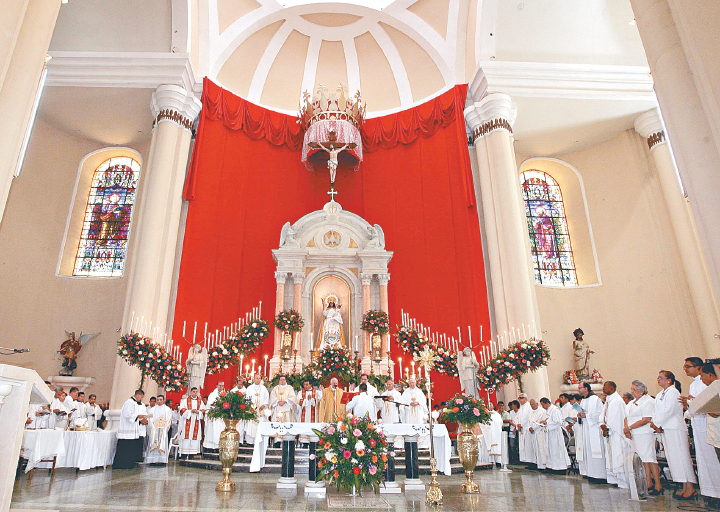
Fiesta en la Catedral de San Miguel.

#### La Calabiuza
Cada 1 de noviembre en el municipio de Tonacatepeque se lleva a cabo "La Calabiuza". Este día las criaturas propias de la mitología salvadoreña salen a recorrer las calles en un desfile de carretas chillonas, gritones de medianoche, cadejos, siguanabas, padres sin cabeza, entre otros.
Esta celebración inició gracias a la tradición de preparar ayote en miel y repartirlo a los niños que llevando morros y velitas pasan pidiéndolo por las casas. Para esto debían cantar: Ángeles somos, del cielo venimos, pidiendo ayote para nuestro camino, mino, mino. Además, anteriormente se conocía como el día de "San Caralampio", en honor a los santos niños inocentes.
Quienes asisten a esta tradición pueden disfrutar del desfile de criaturas mitológicas, actos culturales y ayote en miel gratis proporcionado por la alcaldía.

#### Fiestas Agostinas
Se celebra en honor al Divino Salvador del Mundo en San Salvador, la ciudad capital de El Salvador. Se desarrolla del 1 al 6 de agosto en San Salvador, la celebración comprende diversas actividades como: elección y coronación de la reina de los festejos, desfile del correo, comercio y militares, fiestas, juegos mecánicos, gastronomía, eventos deportivos y una amplia propuesta de actividades, las más populares son los viejos de agostos, que son personas disfrazadas con trajes y máscaras que representan a personajes típicos de nuestro país, como las máscaras de la siguanaba. Estas máscaras  pueden ser graciosas y feas, las máscaras tienen un parecido a Gigantes y cabezudos, también se realiza el desfile de correo con varias carrozas, bandas musicales y reinas.

#### El Carnaval de San Miguel
El carnaval de San Miguel es la fiesta más grande de El Salvador y Centroamérica, se celebra el último  sábado del mes de noviembre con un gran desfile en la avenida Roosevelt de la ciudad de San Miguel. El carnaval de San Miguel está considerado como uno de los mejores del mundo.
En el festejo se dan cita agrupaciones y cantantes de distintos géneros musicales, entre los cuales podemos mencionar: el Xuc, la cumbia, la salsa, el merengue, la bachata, el rock.
Se lleva a cabo un gran desfile de carrozas presentado a las distintas reinas de los barrios, colonias y cantones, así como a la reina del carnaval, también se ofrece una amplísima oferta gastronómica.
El desfile del carnaval es muy famoso, porque, participan alrededor de 200 carrozas alegóricas, junto a cientos de bailarines y bandas musicales que alegran las calles de San Miguel durante toda la noche.

## Culturas de áreas culturales específicas

### Culturas indígenas
Las poblaciones indígenas en El Salvador representan alrededor del 1.1% de la población, pero su manifestación y aspecto cultural ha quedado en la actualidad en muchos aspectos como la gastronomía, danzas y música.
A la llegada de los españoles, lo que hoy es El Salvador era poblado por 7 grupos étnicos indígenas: potones, chortis, xincas, kakawiras, chorotegas, pocomames, y nahuas pipiles.
A continuación se mencionan los pueblos originarios de El Salvador y una breve descripción sobre cada uno de ellos:
| Atonatl (7185455140) | Náhua-Pipil Los nahuas pipiles habitan principalmente en el occidente y parte central del país y también parte de la paracentral y oriental en menor medida, antes de la llegada de los españoles, los nahuas tenían organización jerárquica, medicina natural, danzas, cacería, pesca, artes, tradiciones, cultura, religión e idiomaio y que todavía se mantienen buena parte de su cultura, además todavía conservan su lengua ancestral el Idioma náhuat. Existen varios platillos tradicionales de esta etnia en el país, y consumo de: tomate, chile, mora, y frijol etc, y frutas como el zapote, níspero, paterna, tihuilote, sincuya, mamón, jocote entre otras. |
|                      | Lencas Los lencas son un grupo mesoamericano que ocuparon gran parte del oriente salvadoreño, casi la totalidad de la parte occidental del país, hablan lenguas lencas con influencia náhuat y las lenguas mayas. tenien conocimientos en la astronomía, alfarería y gastronomía, y sus aspectos culturales siguen en la actualidad. |
|                      | Cacaopera o Kakawiras Los cacaoperas o kakawiras son una etnia de El Salvador que tienen su lengua propia, durante el periodo clásico los cacaoperas emigraron a El Salvador, donde asentaron en el oriente de El Salvador, principalmente en Usulután y Morazán, hay varios sitios arqueológicos cacaoperas y muchas manifestaciones culturales hay quedado en la actualidad, un ejemplo es la danza de los emplumados. |
|                      | Chortis Los chortis o apay son un grupo étnico que se estableció en El Salvador y son descendientes de la civilización maya, La agricultura, que es principal fuente de alimentación para los chortís se centra alrededor de producción de maíz, frijoles y calabaza. Principalmente se cosechan cuatro tipos de maíz y seis tipos diferentes de frijol y tres tipos de calabaza entre otros cultivos de enredadera y muchas artesanías/manifestaciones han quedado en la actualidad. |

### Cultura hispana

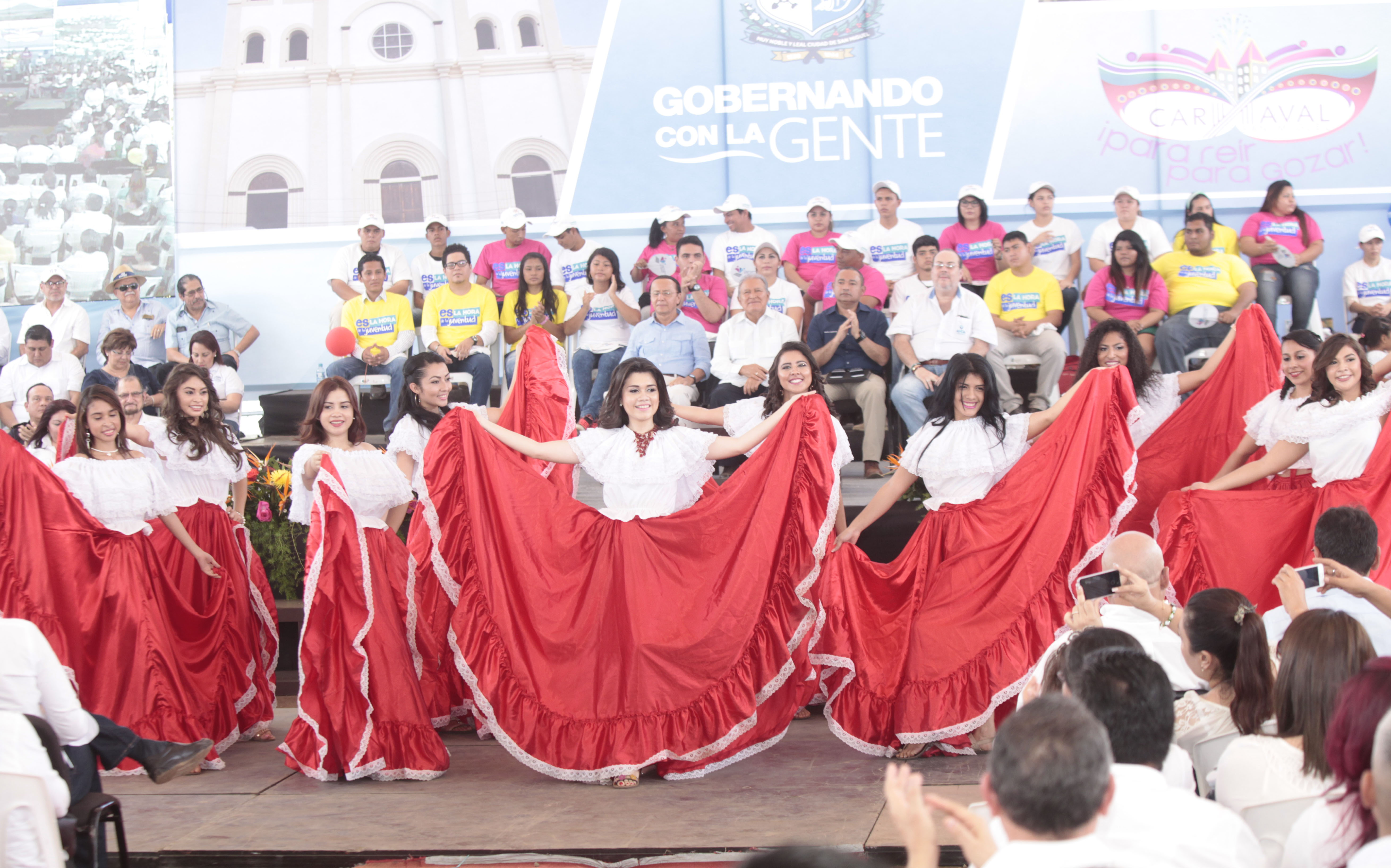
Varios bailes salvadoreños tienen influencia española

La cultura hispana consiste en todas aquellas manifestaciones traídas por los españoles a El Salvador que siguen en la actualidad, la cultura de El Salvador está influenciada por la cultura española, desde la época colonial llegaron varios grupos de españoles que aportaron en el idioma, gastronomía, arquitectura y artes, Los españoles participaron en la construcción de la identidad salvadoreña y la cultura de la nación, se encuentran fortísimas herencias e influencias españolas en la sociedad de El Salvador
La influencia idiomática española es notable en El Salvador, El idioma más utilizado del país es el castellano, el cual ha evolucionado a lo largo de los años en el español salvadoreño, que constituye la variedad vernácula de la lengua y un factor clave para la identidad cultural
La gastronomía salvadoreña ha sido históricamente influenciada por la gastronomía española, los españoles trajeron varios alimentos como leche, crema, mantequilla, queso, arroz, trigo, caña de azúcar y nuevos animales, y varios platillos salvadoreños que están influenciados por la gastronomía española como los diferentes lácteos que hay en El Salvador y varios influencias en la repostería
El aporte español en las artes salvadoreñas han sido muy visibles, principalmente en la infraestructura colonial y varias manifestaciones como las máscaras tradicionales salvadoreñas y música con influencia históricamente española

### Cultura afrosalvadoreña

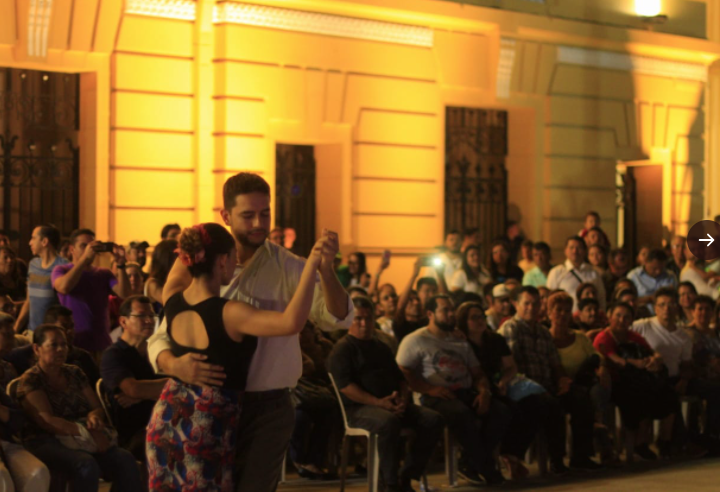
Pareja bailando tango en San Salvador. El tango es un género musical y danza de origen afro-rioplatense.

Los primeros esclavos negros llegaron en la época de la conquista española y fueron colocados en diversas clasificaciones. Los llamados bozales eran los que todavía se consideraban en un estado nativo africano y no aculturados por los europeos. Así los encontramos en un documento de 1641, en el cual se menciona que el navío “Nuestra Señora de los Remedios y San Lorenzo”, que venía con un cargamento de negros de Angola destinado a los puertos de Cartagena y Veracruz, arribó al puerto de Trujillo de la provincia de Honduras. El capitán del barco hizo trato con los corsarios para venderles los negros, pero cuando atacaron la nave y esta encalló, los negros escaparon a los montes, no sin antes haber conseguido armas. Por orden del rey, se recapturaron a los negros esclavos fugitivos y se pusieron en custodia, mientras al capitán se le puso en prisión con una multa de 500 pesos (la documentación consta en el Archivo General de Centroamérica, Guatemala).
Durante los siglos XIX y XX, la oligarquía y el gobierno trataron de esconder a la población de origen africano, exaltando solamente el mestizaje entre raza blanca e indígenas, queriendo blanquear la nación; sin embargo, hay varias manifestaciones culturales afrodescendientes en el territorio salvadoreño, unos ejemplos serían: El Salvador tiene un baile llamado "Negritos de Cacaopera" y el "baile de la Negra Sebastiana", también existen varios ritmos afrodescendientes en el país como la marimba, el tango y la cumbia.

### Cultura ítalo-salvadoreña

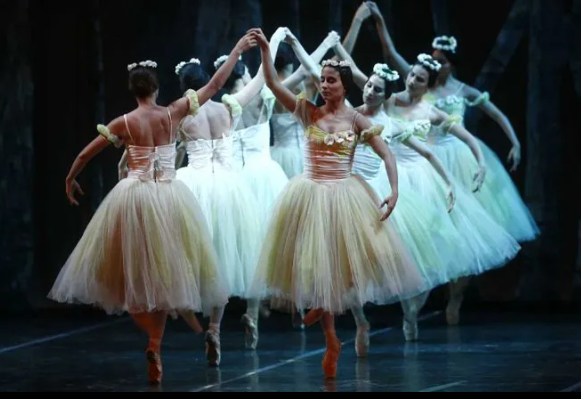
Ballet nacional de El Salvador

En el país existen varios italianos y salvadoreños de ascendencia italiana notables que aportaron mucho a la sociedad salvadoreña, los italianos participaron en la construcción de la identidad salvadoreña, los primeros italianos llegaron desde 1850 y la inmigración se paraliza en 1950, en la actualidad existen varias manifestaciones italianas en el país.
Composiciones declaradas como Danza y música nacional como "Adentro Cojutepeque" y "Carnaval En San Miguel", todas las anteriores hechas por Francisco Palaviccini que fue compositor de origen italiano que influyo mucho la música y danza salvadoreña, muchos italianos trajeron consigo la tarantela al país,el himno nacional de El Salvador fue compuesto por fue compuesto por el general salvadoreño Juan José Cañas y el músico italiano Juan Aberle
El ballet es una danza que el país es también es considerada nacional que se ha transformado a Ballet Folclórico Nacional con herencia italiana y Salvadoreña, aunque también se conserva el ballet clásico.
La arquitectura italiana está presente en El Salvador: en El Salvador hay casas y hogares con estilo italiano. Los italianos enriquecieron la arquitectura del país; un ejemplo sería el Teatro de Santa Ana, que tiene semejanza con el Teatro de La Scala de Milán.
Gastronómicamente, en el país hay multitudes de restaurantes Italianos ya que los Italianos destacaron en el comercio y industria pero también los Italianos agregaron, alimentos como la Pasta, que es consumida mucho en el País y con diferentes, recetas agregadas por italianos pero también por la globalización, los macarrones y Espagueti son los favoritos y los más consumidos en el país que principalmente se preparan con tomate, pollo y salsa.
Por otro lado está la pizza, que es el plato italiano más conocido en el mundo: en El Salvador hay variedades de pizza como la tradicional, la americana y la salvadoreña. La pizza también ha evolucionado a nuevos ingredientes como es la pizza estilo salvadoreña. En general, las pizzas se preparan con queso, tomates, chile verde, cebolla y otros ingredientes agregados por la gastronomía del país.
En el país existen quesos italianos, siendo el más popular el queso mozzarella, hecho con leche entera. En postres, los más populares son el helado napolitano, el tiramisú y los rosquetes.
En términos lingüísticos, hay varias jergas de influencia italiana en el país, como birra (del it. birra: ‘cerveza’), chao (del it. ciao: ‘adiós’) y bochinche.

### Cultura árabe-salvadoreña

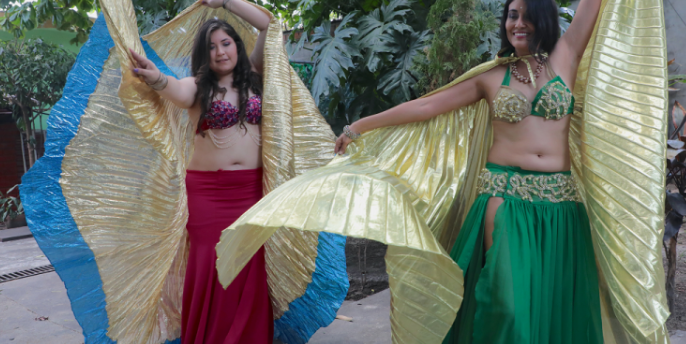
La inmigración árabe trajo consigo ritmos como el belly dance

Hay una población árabe significativa (de aproximadamente 100 000 personas); principalmente de Palestina (especialmente del área de Belén), pero también del Líbano. Los salvadoreños de ascendencia palestina sumaban alrededor de 70 000 personas, mientras que los salvadoreños de ascendencia libanesa son alrededor de 25 000. También hay una pequeña comunidad de judíos que llegaron a El Salvador desde Francia, Alemania, Marruecos, Túnez y Turquía.
La historia de los árabes en El Salvador se remonta a finales del siglo XIX, a causa de los enfrentamientos religiosos, que indujeron a muchos palestinos, libaneses, egipcios y sirios a abandonar la tierra donde nacieron, en busca de países donde al menos vivía en una atmósfera de relativa paz. También hubo otras razones de carácter subjetivo, basadas en la esperanza de éxito, de lograr el éxito y la fortuna y obtener el reconocimiento de los demás.
Los árabes influenciaron principalmente en el ámbito del comercio y gastronomía.